# Elveția
Elveția (în germană Schweiz [ˈʃvaɪts]; în franceză Suisse [sɥis(ə)]; în italiană Svizzera [ˈzvit͡sːɛra]; în retoromană Svizra [ˈʒviːtsrɐ] sau [ˈʒviːtsʁːɐ]), denumită complet Confederația Elvețiană (în latină Confoederatio Helvetica, de unde și abrevierea CH), este o republică federală formată din 26 de cantoane autonome. Consiliul Federal și Adunarea Federală (parlamentul) au sediul la Berna. Țara se situează în partea de vest a Europei Centrale, unde se învecinează cu Germania la nord, cu Franța la vest, cu Italia la sud, și cu Austria și Liechtenstein la est.
Elveția nu are ieșire la mare și este împărțită între Munții Alpi, Platoul Elvețian și Munții Jura, întinzându-se pe o suprafață de 41.285 km². Deși Alpii ocupă cea mai mare parte a teritoriului, populația elvețiană de aproximativ 8 milioane de persoane este concentrată mai ales în zona Platoului, unde se află marile orașe. Între aceste orașe se numără orașele globale și centrele economice Zürich și Geneva.
Confederația Elvețiană are o lungă istorie de neutralitate armată — nu a mai fost în stare de război din 1815 — și a aderat la Națiunile Unite abia în 2002. Ea urmărește, însă, o politică externă activă și este frecvent implicată în procesele de pace din toată lumea. Elveția este și locul unde s-a născut Crucea Roșie și este sediul mai multor organizații internaționale, inclusiv al doilea birou al ONU din lume ca mărime. La nivel european, este membru fondator al Asociației Europene a Liberului Schimb și face parte din Spațiul Schengen – deși nu este membră a Uniunii Europene, și nici a Spațiului Economic European.
Elveția este una dintre cele mai bogate țări din lume după PIB pe cap de locuitor, și are cea mai mare bogăție pe cap de persoană adultă (în termeni de bunuri financiare și nefinanciare) din toate țările lumii. Zürich și Geneva au fost clasate pe locurile doi, respectiv opt în clasamentul calității vieții. Țara este pe locul al 19-lea în lume ca PNB și pe locul treizeci și șase după paritatea puterii de cumpărare. Este al douăzecilea cel mai mare exportator și al optsprezecelea cel mai mare importator de bunuri.
Elveția cuprinde trei mari regiuni lingvistice și culturale: germană, franceză, și italiană, la care se mai adaugă văile vorbitoare de retoromană. De aceea, elvețienii, deși predominant germanofoni, nu formează o națiune în sensul unei identități etnice și culturale. Sentimentul de apartenență la o țară comună se bazează pe un fundal istoric, pe valori comune (federalismul și democrația directă) și pe simbolistica alpină. Înființarea Confederației Elvețiene este datată prin tradiție la 1 august 1291, când se sărbătorește ziua națională.

## Numele
Denumirea în limba română provine din cea latinească, de Helvetia, asociată termenului neolatin de Confederatio Helvetica.
Termenul folosit în limbile locale provine de la termenul alemanic Schwiizer, utilizat pentru a-i denumi pe locuitorii din Schwyz și din teritoriul asociat, unul dintre cantoanele din Waldstätten, care a format nucleul Vechii Confederații Elvețiene. Numele a apărut ca exonim, fiind aplicat pars pro toto soldaților confederației. Elvețienii au început ei înșiși să folosească acest nume după Războiul Suab din 1499, alături de termenii confederați, Eidgenossen, utilizați încă din secolul al XIV-lea.
Toponimul Schwyz este atestat din 972, în germana înaltă veche Suittes, termen legat de suedan, care înseamnă „a arde”, referindu-se la zona împădurită care fusese arsă pentru a fi construit orașul. Numele a fost extins întregii zone cantonale, iar după Războiul Suab din 1499 a început să fie utilizat pentru a denumi întreaga confederație.
Numele țării în germana elvețiană, Schwiiz, este omofon cu cel al cantonului, fiind deosebit de acesta prin utilizarea articolului hotărât (d'Schwiiz pentru confederație, dar numai Schwiiz pentru canton și oraș).
Denumirea Confederatio Helvetica a fost introdusă în latina modernă treptat după formarea statului federal în 1848, ca ecou al Republicii Elvețiene napoleoniene, apărând pe monede din 1879, fiind apoi înscris pe Palatul Federal în 1902 și utilizat după 1948 pe sigiliul oficial.
El provine din termenul Helvetii, trib galic de pe Platoul Elvețian dinaintea epocii romane.
Helvetia apare și ca personificare națională a confederației în secolul al XVII-lea, cu o piesă de teatru scrisă în 1672 de Johann Caspar Weissenbach.

## Istoria
Elveția există ca stat în forma sa actuală de la adoptarea Constituției Federale Elvețiene în 1848. Precursorii Elveției au stabilit o alianță protectoare la sfârșitul secolului al XIII-lea (1291), formând o confederație de state ce a persistat secole de-a rândul.

### Istoria timpurie
Cele mai vechi urme de existență a hominizilor în Elveția actuală datează de circa 150.000 de ani. Cele mai vechi așezări agrare din Elveția, găsite la Gächlingen, au fost datate în preajma anului 5300 î.e.n.

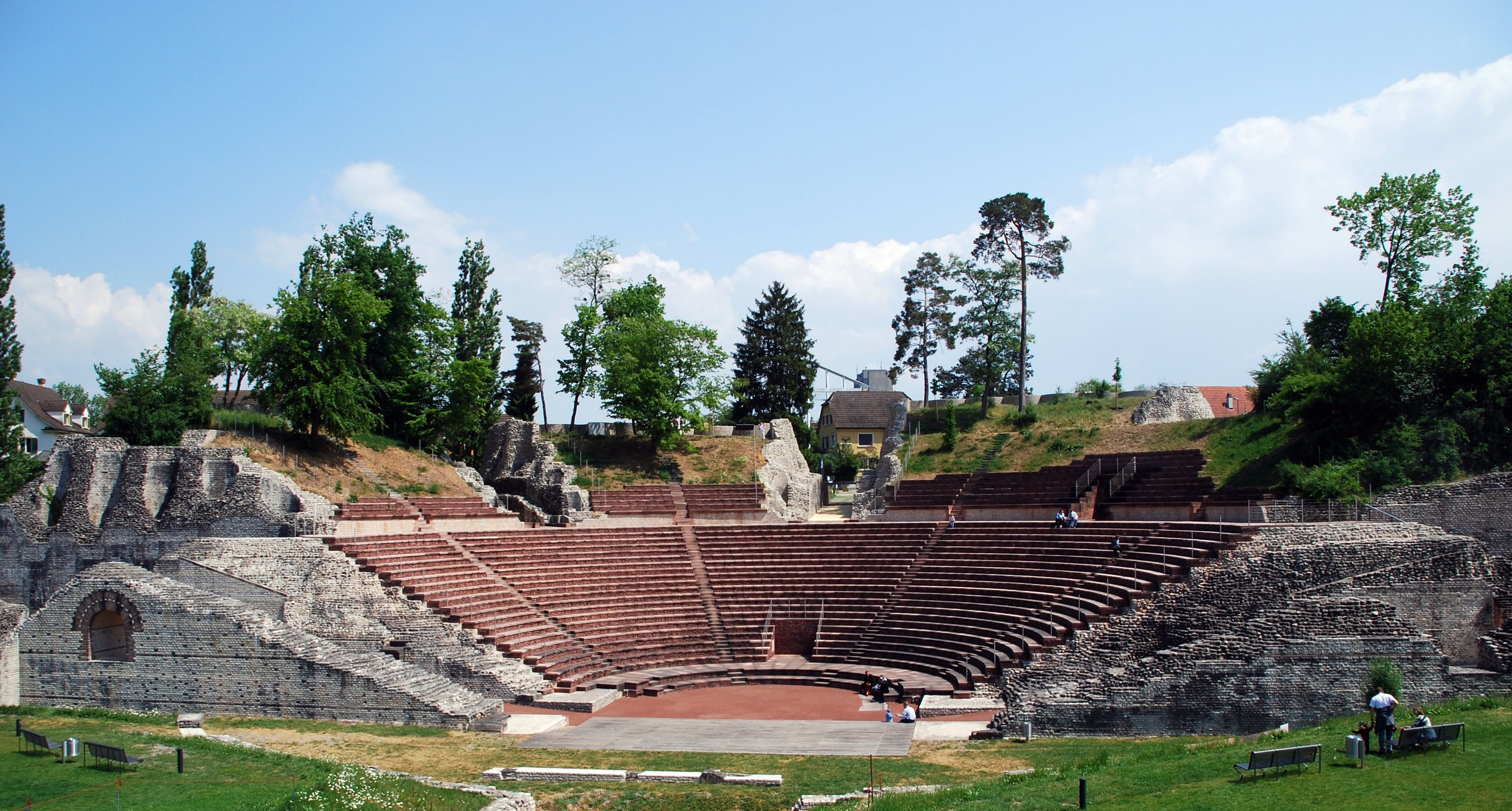
Fondat în 44 î.e.n., Augusta Raurica a fost prima așezare romană de pe Rin și se numără astăzi printre cele mai importante situri arheologice din țară.

Cele mai vechi triburi cunoscute din zonă fac parte din culturile Hallstatt și La Tène, ultima denumită după situl arheologic din La Tène, în partea de nord a Lacului Neuchâtel. Cultura La Tène s-a dezvoltat și a înflorit spre sfârșitul Epocii Fierului după anul 450 î.e.n., posibil sub influența civilizațiilor greacă și etruscă. Unul dintre cele mai importante grupuri tribale din regiunea Elveției au fost helvetii. În 58 î.e.n., la bătălia de la Bibracte, armatele lui Iulius Cezar i-au învins pe helvetii. În anul 15 î.e.n., Tiberius, care urma să devină al doilea împărat al Romei și fratele său, Drusus, au cucerit Alpii, integrându-i în Imperiul Roman. Zona ocupată de helvetii—care aveau să dea numele ulterior de Confoederatio Helvetica—a devenit pentru prima oară parte a provinciei romane Gallia Belgica și apoi a provinciei Germania Superior, în vreme ce porțiunea estică a Elveției moderne a fost integrată în provincia romană Raetia.
La începutul Evului Mediu, din secolul al IV-lea, partea vestică a Elveției moderne a făcut parte din teritoriul regilor burgunzi. Alemanii s-au stabilit în Platoul Elvețian în secolul al V-lea și în văile Alpilor în secolul al VIII-lea, formând Alemania. Elveția actuală a fost atunci împărțită între regatul Alemaniei și Burgundia. Întreaga regiune a devenit parte a Imperiului Franc aflat în expansiune în secolul al VI-lea, după victoria lui Clovis I asupra alemanilor la Tolbiac în 504 e.n., și apoi după dominația francă asupra burgunzilor.
De-a lungul restului secolelor al VI-lea–al VIII-lea, zona Elveției a continuat să fie sub hegemonie francă (dinastiile Merovingiană și Carolingiană). Dar după expansiunea din timpul lui Carol cel Mare, imperiul franc a fost împărțit prin tratatul de la Verdun în 843. Teritoriile Elveției de astăzi au fost împărțite atunci între Francia Mijlocie și Francia Orientală până când au fost reunificate sub Sfântul Imperiu Roman în preajma anului 1000.
În 1200, Platoul Elvețian cuprindea dominioanele caselor Savoia, Zähringer, Habsburg și Kyburg. Unele regiuni (Uri, Schwyz, Unterwalden, denumite ulterior Waldstätten) au fost incluse în Imediațiunea imperială, cu scopul de a da împăratului control direct asupra trecătorilor montane. La căderea dinastiei Kyburg în 1264, Habsburgii, în frunte cu regele Rudolph I (sfânt împărat roman în 1273) și-au extins teritoriul în estul Platoului Elvețian.

### Vechea Confederație Elvețiană

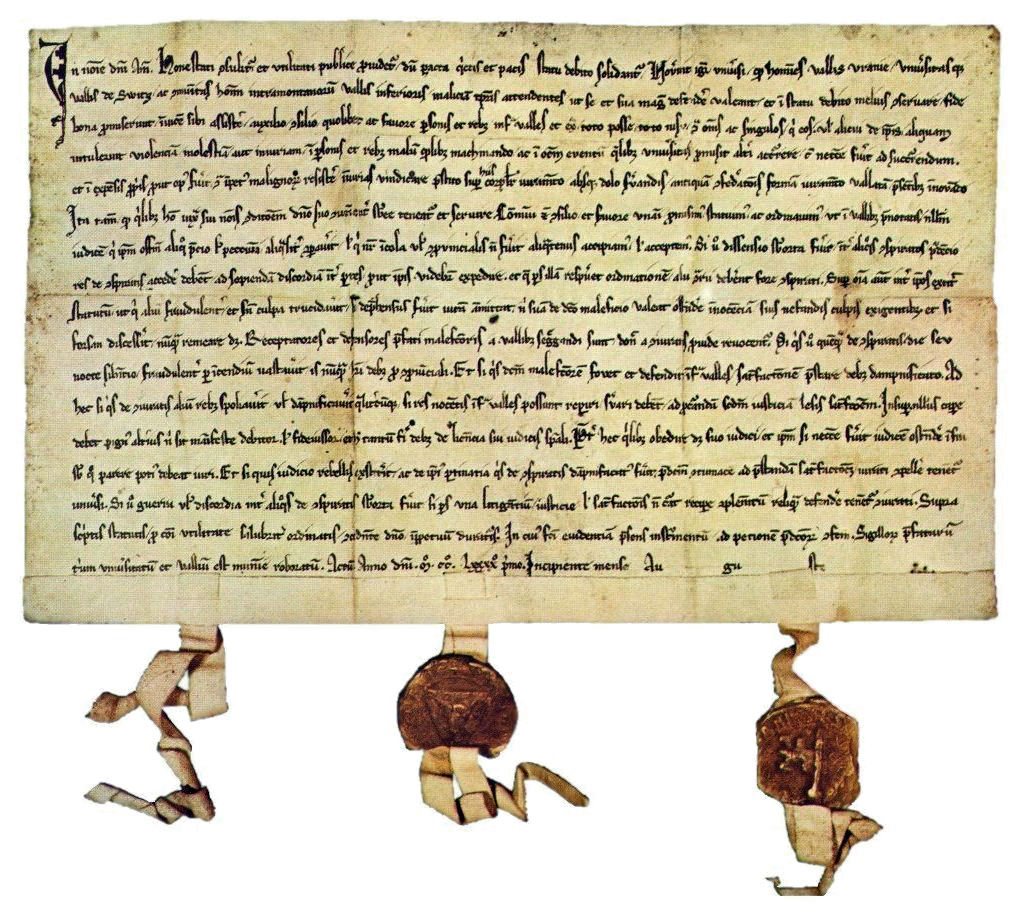
Charta federală din 1291

Vechea Confederație Elvețiană a fost o alianță formată de comunitățile din văile Alpilor centrali. Confederația a facilitat gestiunea intereselor comune (liberul schimb) și a asigurat pacea pe importantele rute comerciale montane. Carta Federală din 1291 convenită între comunele rurale din Uri, Schwyz și Unterwalden este considerată a fi documentul fondator al confederației, deși este posibil ca alte alianțe similare să fi existat cu decenii în urmă.

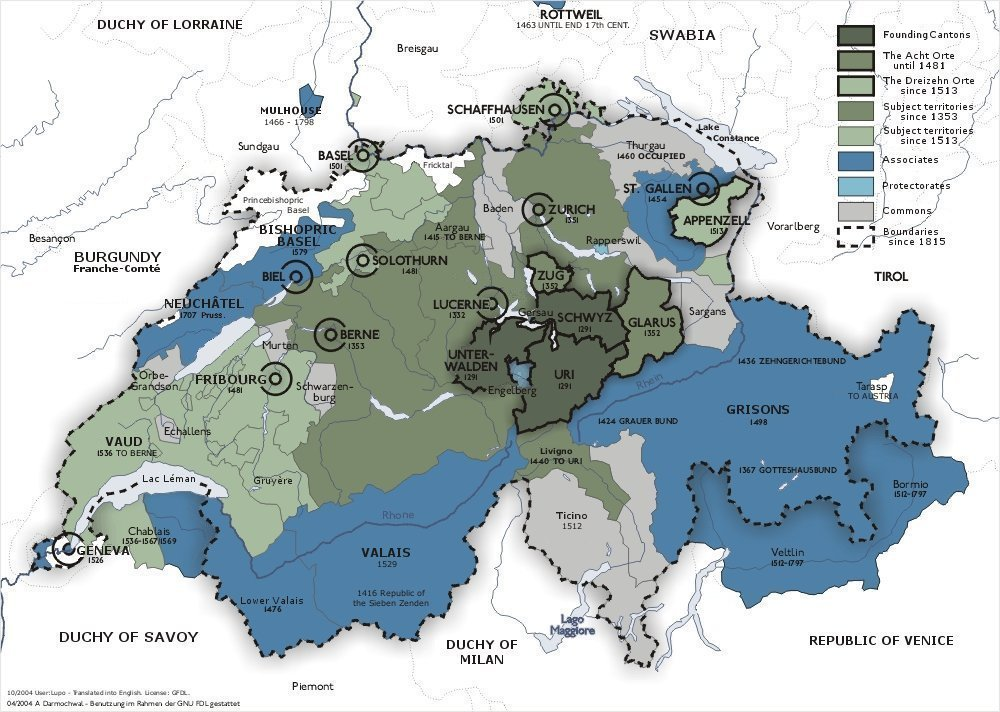
Vechea Confederație Elvețiană din 1291 (gri închis) până în secolul al XVI-lea (gri deschis) și asociații săi (albastru)

Până în 1353, celor trei cantoane inițiale li s-au alăturat și Glarus și Zug, precum și orașele-stat Lucerna, Zürich și Berna, formând „Vechea Confederație” de opt state, confederație ce a existat până la sfârșitul secolului al XV-lea. Expansiunea a dus la creșterea puterii și avuției federației. Până în 1460, confederații controlau mare parte din teritoriul de la sud și vest de Rin până la munții Alpi și Jura, în special după victoriile împotriva Habsburgilor (bătălia de la Sempach, bătălia de la Näfels), în fața lui Carol Temerarul al Burgundiei în anii 1470, și după succesul mercenarilor elvețieni. Victoria elvețiană în Războiul Suab împotriva Ligii Suabe a împăratului Maximilian I în 1499 a dus la independența de facto a confederației față de Sfântul Imperiu Roman.
Vechea Confederație Elvețiană dobândise o reputație de invincibilitate în aceste războaie timpurii, dar expansiunea federației a suferit un regres în 1515 după înfrângerea elvețienilor în bătălia de la Marignano. Aceasta a pus capăt așa-numite epoci eroice a istoriei elvețiene. Succesul reformei lui Zwingli în unele cantoane a dus la conflicte religioase intercantonale în 1529 și 1531 (Războaiele Kappelului). Abia la o sută de ani după aceste războaie civile, în 1648, prin Pacea din Westfalia, țările europene au recunoscut independența Elveției față de Sfântul Imperiu Roman, ca și neutralitatea ei.
În perioada modernă timpurie a istoriei elvețiene, autoritarismul crescând al familiilor nobiliare s-a combinat cu o criză financiară cauzată de Războiul de Treizeci de Ani care a dus la războiul țărănesc din 1653. În contextul acestei lupte, conflictul dintre cantoanele catolice și protestante a persistat, izbucnind în alte violențe la bătăliile de la Villmergen în 1656 și 1712.

### Epoca napoleoniană

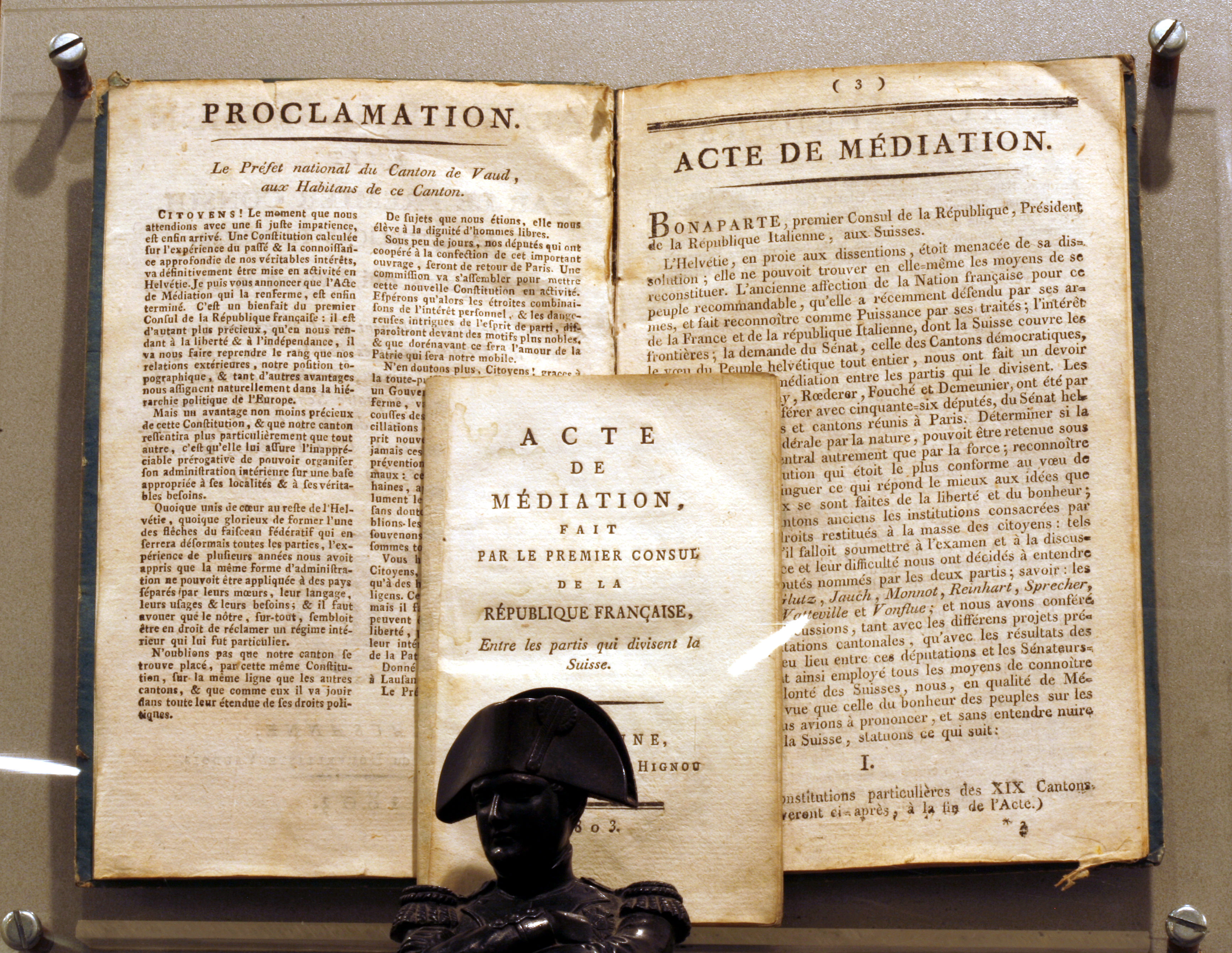
Actul de Mediere a fost tentativa lui Napoleon de compromis între Vechiul Regim și o republică.

În 1798, guvernul Franței revoluționare a cucerit Elveția și a impus o nouă constituție de stat unitar. Prin aceasta, guvernarea țării s-a centralizat, abolind efectiv cantoanele, iar Mülhausen și valea Valtellina s-au separat de Elveția. Noul regim, denumit Republica Helvetică, a fost deosebit de nepopular. El fusese impus de o armată străină invadatoare și a distrus secole de tradiție, transformând Elveția într-un stat-marionetă al Franței. Suprimarea de către francezi a revoltei din Nidwalden în septembrie 1798 a fost un exemplu de prezență oprimatoare a armatei franceze și de rezistență a populației localnice împotriva ocupației.
Când a izbucnit războiul între Franța și rivalii săi, forțele rusești și austriece au invadat Elveția. Elvețienii au refuzat să lupte de partea francezilor în numele Republicii Helvetice. În 1803, Napoleon a organizat la Paris o întâlnire a politicienilor elvețieni de ambele părți. Rezultatul a fost Actul de Mediere, care a restaurat în mare parte autonomia Elveției, introducând o confederație de 19 cantoane. Din acel moment, mare parte din politica elvețiană a privit echilibrarea tradițiilor de autonomie ale cantoanelor cu necesitatea unui guvern central.
În 1815, Congresul de la Viena a restabilit complet independența Elveției, iar puterile europene au acceptat să recunoască permanenta neutralitate a țării. Soldații elvețieni au continuat să lupte pentru guverne străine până în 1860 când au fost prezenți la Asediul Gaetei. Tratatul a permis Elveției și să-și mărească teritoriul, admițând în federație cantoanele Valais, Neuchâtel și Geneva. Frontierele Elveției au rămas de atunci neschimbate.

### Statul federal

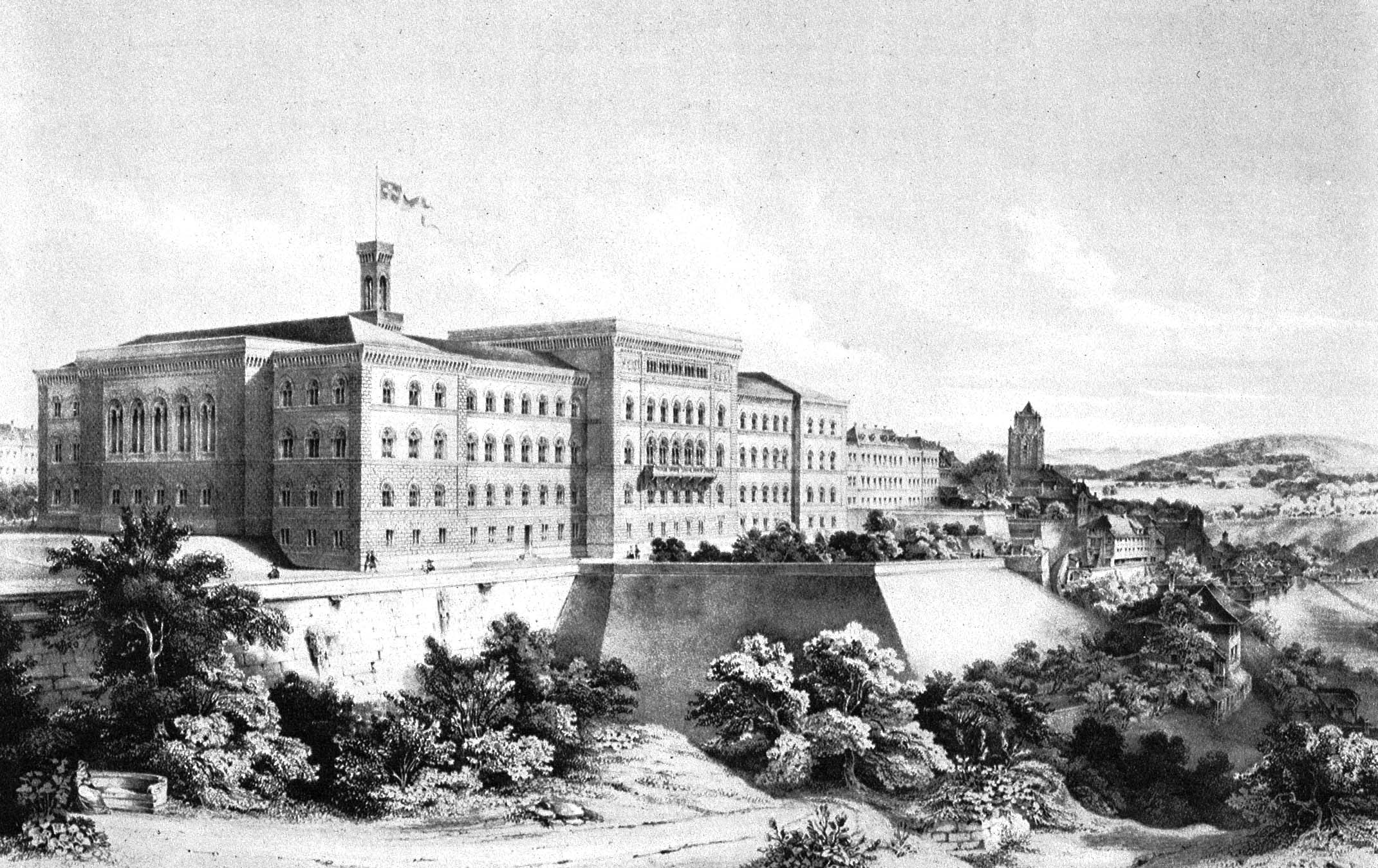
Primul Palat Federal din Berna (1857). Unul dintre cele trei cantoane care prezidează peste Tagsatzung (fostul consiliu legislativ și executiv), Berna a fost ales drept capitală federală în 1848, în principal datorită apropierii sale de zonele francofone.

Restaurarea puterii nobilimii a fost însă doar temporară. După o perioadă de agitație, cu repetate ciocniri violente, cum ar fi Züriputsch-ul din 1839, războiul civil a izbucnit în 1847 când unele dintre cantoanele catolice a încercat să facă o alianță separată (Sonderbundskrieg). Războiul a durat mai puțin de o lună, și a cauzat mai puțin 100 de victime, majoritatea morți accidentale. Oricât ar părea de minor Sonderbundskrieg prin comparație cu alte revolte și războaie europene din secolul al XIX-lea, el a jucat totuși un rol important în psihologia și în societatea elvețiană.
Războiul i-a convins pe majoritatea elvețienilor de nevoia de unitate și putere în fața vecinilor europeni. Elvețieni din toate clasele sociale, de toate religiile, aderenți la diverse curente politice, au realizat că este mai mult în avantajul cantoanelor ca interesele lor economice și religioase să fie unificate.
Astfel, în vreme ce restul Europei a fost răvășit de revolte, elvețienii au redactat o constituție prin care țara era organizată ca stat federal, inspirată în mare parte din constituția SUA. Această constituție prevede o autoritate centrală, lăsând cantoanelor dreptul de autonomie în ce privește aspectele locale. Dând credit celor care favorizau puterea cantoanelor (Sonderbund Kantone), adunarea națională a fost împărțită într-o cameră superioară (Consiliul Cantoanelor, cu 2 reprezentanți pe fiecare canton) și o cameră inferioară (Consiliul Național al Elveției, cu reprezentanți aleși din toată țara). Referendumul este obligatoriu pentru orice amendament la constituție.

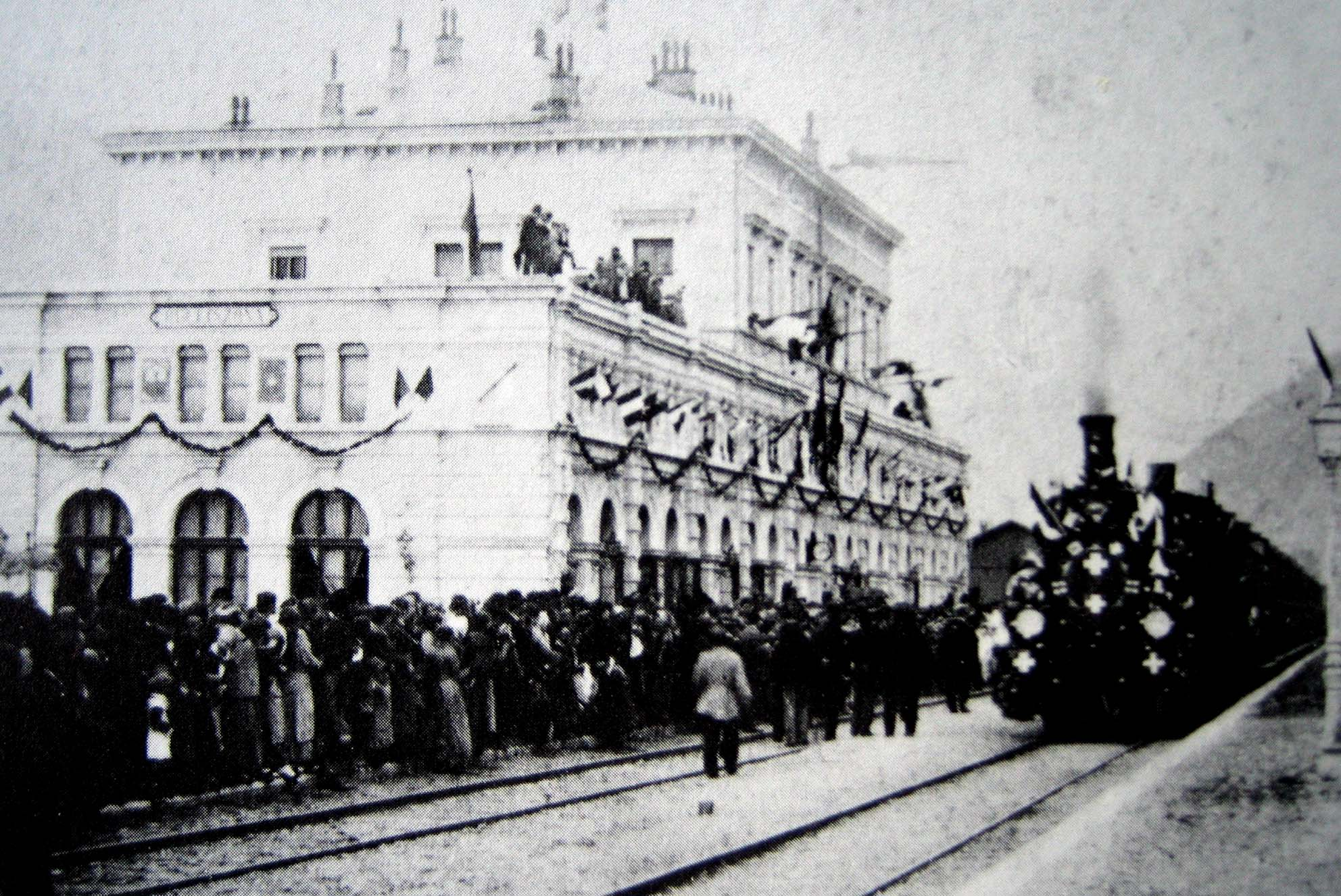
Inaugurarea în 1882 a tunelului feroviar Gotthard ce leagă cantonul sudic Ticino, cel mai lung tunel din lume la acea vreme.

S-a introdus un sistem unic de greutăți și măsuri și în 1850 francul elvețian a devenit monedă unică în toate cantoanele. Articolul 11 din constituție interzice trimiterea de trupe în străinătate, deși elvețienii erau încă obligați să ofere regelui Francisc al II-lea al celor Două Sicilii gărzi elvețiene la asediul Gaetei din 1860, ceea ce a dus la sfârșitul serviciului militar în străinătate.
O clauză importantă a constituției a fost aceea că ea poate fi rescrisă în totalitate dacă se consideră necesar, permițând astfel evoluția sa ca întreg, fără a trebui să fie modificată amendament cu amendament.
Aceasta s-a dovedit în curând când creșterea demografică și Revoluția Industrială care au urmat au dus la apeluri pentru modificarea constituției. O primă propunere a fost respinsă de populație în 1872, dar modificările ulterioare au dus la acceptarea ei în 1874. Ea a introdus referendumul facultativ pentru adoptarea legilor la nivel federal. Prin ea s-au stabilit responsabilitățile federale pentru apărare, comerț, și în chestiuni legale.
În 1891, constituția a fost revizuită cu elemente neobișnuit de puternice în sprijinul democrației directe, care rămân unice în lume până în ziua de azi.

### Istoria modernă

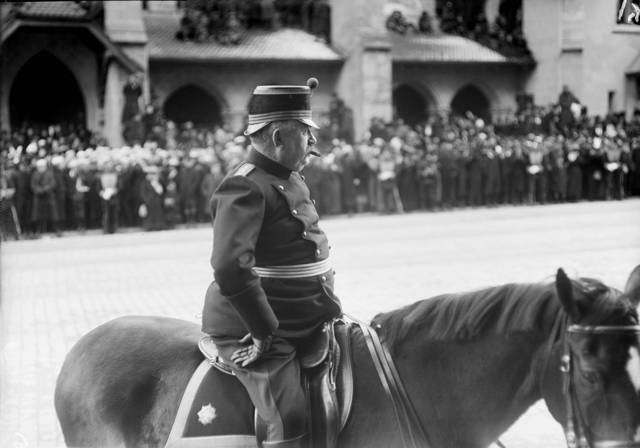
Generalul Ulrich Wille, comandant suprem al armatei elvețiene în timpul Primului Război Mondial

Elveția nu a fost invadată în timpul nici unuia dintre cele două războaie mondiale. În Primul Război Mondial, în Elveția s-a refugiat Vladimir Ilici Uleanov (Vladimir Lenin) care a rămas aici până în 1917. Neutralitatea Elveției a fost pusă în discuție de afacerea Grimm-Hoffmann în 1917, dar problema a fost de scurtă durată. În 1920, Elveția a aderat la Liga Națiunilor, care a avut sediul la Geneva, cu condiția ca țara să fie scutită de orice obligație militară.
În al Doilea Război Mondial, Germania Nazistă a întocmit un plan detaliat de invazie a țării, dar Elveția nu a fost niciodată atacată. Ea a reușit să rămână independentă printr-o combinație de pregătiri militare solide, concesii făcute Germaniei și noroc datorită evenimentelor mai importante din timpul războiului, care au amânat invazia. Sub generalul Henri Guisan, s-a ordonat o mare mobilizare a milițiilor. Strategia militară elvețiană s-a schimbat de la o apărare statică la frontiere pentru protejarea inimii economice a țării, la una de luptă de uzură pe termen lung, cu retragere pe poziții puternice, bine aprovizionate și apărate în zonele înalte ale Alpilor, denumite Reduta. Elveția a fost o importantă bază de spionaj pentru ambele părți în conflict și adesea a mijlocit comunicațiile între Axă și Aliați.
Comerțul Elveției a suferit blocade de ambele părți. Cooperarea economică și extensia creditului pentru al Treilea Reich a variat în conformitate cu percepția posibilității invaziei și cu disponibilitatea altor parteneri comerciali. Concesiile au atins un maxim după ce o crucială legătură feroviară prin Franța de la Vichy a fost tăiată în 1942, lăsând Elveția complet încercuită de state ale Axei. De-a lungul războiului, Elveția a primit peste 300.000 de refugiați și Crucea Roșie Internațională, cu sediul la Geneva, a jucat un rol important în timpul conflictului. Controlul strict al imigrației și politicile de acordare a azilului, precum și relațiile financiare cu Germania Nazistă au ridicat controverse, dar abia la sfârșitul secolului al XX-lea.
În timpul războiului, Forțele Aeriene au atacat avioane ale ambelor părți, doborând 11 avioane Luftwaffe care au încălcat spațiul aerian în lunile mai și iunie 1940, continuând să oblige la aterizare forțată și alți intruși după o schimbare a politicii în urma amenințărilor Germaniei. Peste 100 de bombardiere aliate și echipajele lor au fost arestate în timpul războiului. În 1944–45, bombardierele aliate au lovit din greșeală câteva ținte din Elveția, între care se numără orașele Schaffhausen, Basel și Zürich.
După război, guvernul elvețian a exportat credite prin fondul caritabil denumit Schweizerspende și a contribuit la Planul Marshall pentru a susține recuperarea economică a Europei, eforturi de care a beneficiat și economia elvețiană.
Femeile au primit drept de vot la început la nivel de canton în 1959, și apoi la nivel federal în 1971 și, în ciuda opoziției, în ultimul canton Appenzell Innerrhoden (unul din ultimele două Landsgemeinde rămase) în 1990. După votul universal la nivel federal, femeile au căpătat rapid importanță în viața politică, prima femeie care a devenit membră a executivului Consiliului Federal fiind Elisabeth Kopp, în perioada 1984–1989, iar prima femeie președinte a fost Ruth Dreifuss în 1999.

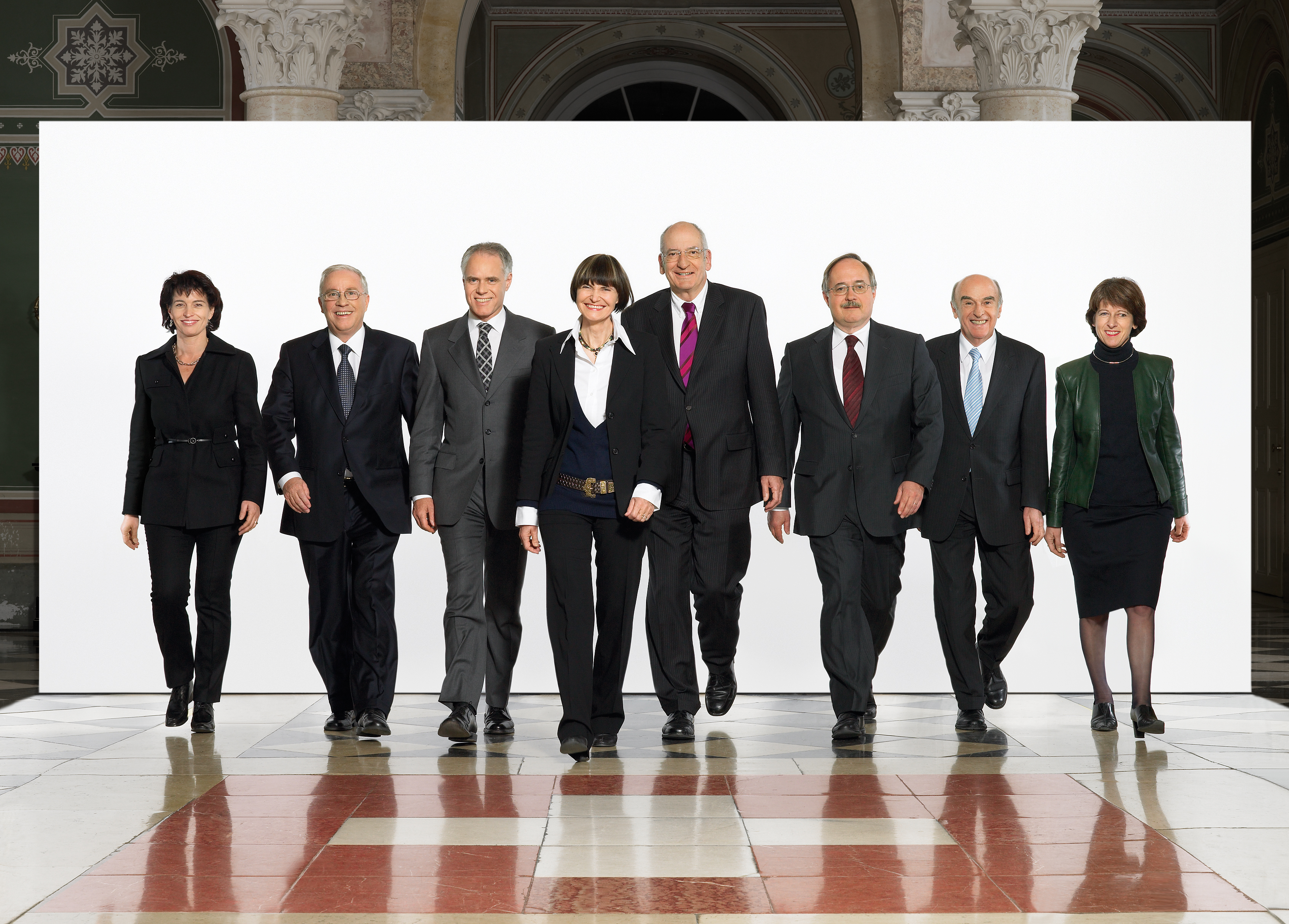
În 2003, acordând Partidului Popular un al doilea loc în cabinet, parlamentul a modificat coaliția care a dominat politica Elveției din 1959.

Elveția a aderat la Consiliul Europei în 1963. În 1979 unele zone din cantonul Berna s-au separat de acesta, formând un nou canton, cantonul Jura. La 18 aprilie 1999 populația Elveției și cantoanele au votat în favoarea unei revizuiri totale a constituției federale.
În 2002, Elveția a devenit membru cu drepturi depline al ONU, lăsând Vaticanul să rămână ultimul stat cu largă recunoaștere care nu este membru ONU. Elveția este membru fondator al EFTA, Dar nu este membră a Zonei Economice Europene. O cerere de aderare la Uniunea Europeană a fost trimisă în mai 1992, dar nu a fost susținută întrucât ZEE a fost respinsă în decembrie 1992 când Elveția a fost singura țară care a ținut un referendum pe acest subiect. De atunci, au mai fost organizate mai multe referendumuri pe tema UE; din cauza unei reacții împărțite în rândul populației, cererea de aderare a fost înghețată. Totuși, legislația elvețiană este treptat ajustată pentru conformitate cu acquis-ul comunitar, iar guvernul a semnat mai multe acorduri bilaterale cu Uniunea Europeană. Elveția, împreună cu Liechtenstein, este complet înconjurată de UE după aderarea Austriei în 1995. La 5 iunie 2005, alegătorii elvețieni au acceptat cu o majoritate de 55% să adere la tratatul Schengen, rezultat privit de comentatorii europeni ca un semn de susținere din partea Elveției, o țară tradițional considerată ca fiind independentă și reticentă față de aderarea la organizații supranaționale.

## Geografie

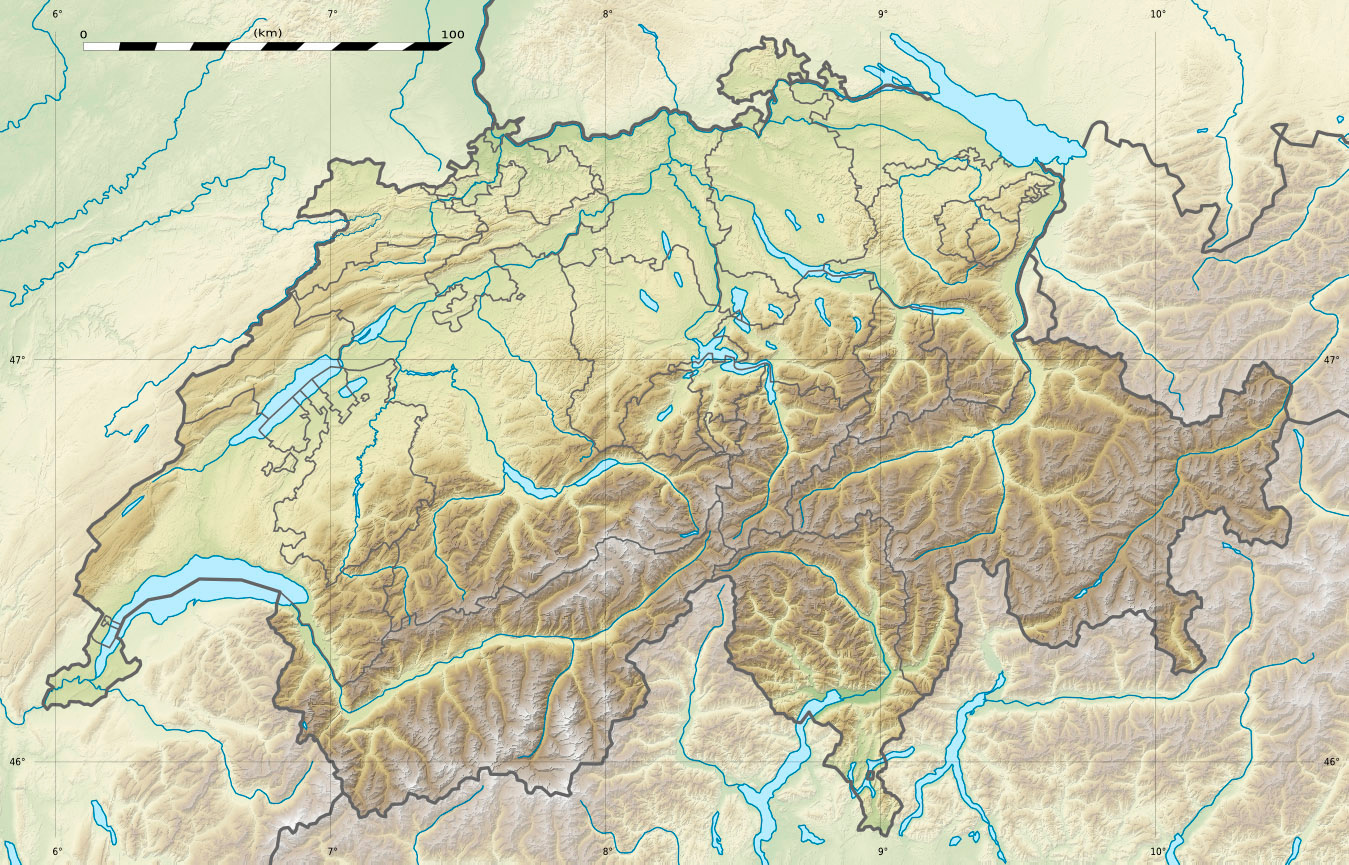
Harta fizică a Elveției

Întinsă de-a lungul părților nordică și sudică a Alpilor în Europa de Vest-Centrală, Elveția cuprinde o mare diversitate de peisaje și climate pe o suprafață mică, de doar 41.285 km². Populația este de circa 7,9 milioane, ceea ce are ca rezultat o densitate medie de circa 190 de locuitori pe kilometru pătrat. Jumătatea sudică, mai muntoasă, a țării este mult mai rarefiat populată decât cea nordică. În cel mai mare canton, Graubünden, aflat în întregime în Alpi, densitatea populației scade la 27 /km².
Elveția se întinde între paralelele de 45° și 48° latitudine nordică, și între meridianele de 5° și 11° longitudine estică. Ea conține trei zone topografice de bază: Alpii Elvețieni la sud, Platoul Elvețian sau țara de mijloc, și Munții Jura în nord. Alpii sunt un lanț muntos înalt, care traversează partea central-sudică a țării, formând circa 60% din suprafața ei totală. Printre văile înalte din Alpii Elvețieni se găsesc mulți ghețari, totalizând o suprafață de 1.063 kilometri pătrați. Din aceștia își au izvoarele mai multe râuri importante, printre care Rinul, Innul, Ticino și Ronul, care curg către cele patru puncte cardinale și parcurg mare parte din restul Europei. Rețeaua hidrografică cuprinde mai multe dintre cele mai mari lacuri din Europa de Vest și Centrală, între care se numără lacul Geneva, Bodensee și lacul Maggiore. Elveția are peste 1500 de lacuri, și conține 6% din rezervele de apă proaspătă ale Europei. Lacurile și ghețarii acoperă circa 6% din teritoriul țării.
Circa o sută de vârfuri montane din Elveția se apropie de 4.000 m sau depășesc această altitudine. Cu 4.634 m, Monte Rosa este cel mai înalt, deși Matterhorn (4.478 m) este probabil mai celebru. Ambele se află în Alpii Penini în cantonul Valais. Secțiunea din Alpii Bernezi aflată deasupra văii glaciare adânci Lauterbrunnen, cu 72 de cascade, este celebră pentru vârfurile Jungfrau (4.158 m) și Eiger, și pentru văile pitorești. În sud-est, lunga vale Engadin, cuprinzând zona St. Moritz din cantonul Graubünden, este și ea celebră; cel mai înalt vârf din Alpii Bernina este Piz Bernina (4.049 m).
Partea nordică a țării, mai dens populată, cu circa 30% din suprafața totală a țării, mai este numită și Țara de Mijloc. Ea are peisaje deluroase mai deschise, parțial împădurite, parțial acoperite cu pășuni, folosite de obicei de turmele de ierbivore, sau cu lanuri de legume, dar tot pe dealuri. Aici se găsesc marile lacuri ale țării, ca și cele mai mari orașe elvețiene. Cel mai mare lac este lacul Geneva (denumit în franceză Lac Léman), în extremitatea vestică a țării. Lacul se află pe râul Ron.

### Clima
Clima Elveției este în general temperată, dar poate varia mult de la un loc la altul, de la condiții glaciare în zonele înalte de munte, până la un climat plăcut, aproape mediteranean în extremitatea sudică. Există unele văi în zona de sud în care trăiesc și unii palmieri mai rezistenți la frig. Verile tind să fie calde și umede uneori, cu ploi periodice, fiind ideale pentru pășunat. Iernile mai uscate în zona de munte pot prezenta intervale lungi de vreme stabilă, ce durează cu săptămânile, în vreme ce depresiunile intramontane tind să sufere de inversiune climatică, cu vreme deosebit de rece, și fără soare timp de mai multe săptămâni.
Un fenomen meteorologic denumit föhn poate avea loc oricând în timpul anului, și este caracterizat printr-un vânt neașteptat de cald, care aduce la nord de Alpi aer cu umiditate relativ scăzută de pe versantul sudic, în perioadele ploioase. Fenomenul funcționează în ambele sensuri peste munți, dar este mai eficient atunci când bate dinspre sud, datorită urcării mai abrupte pe care trebuie să o facă aerul ce vine dinspre sud. În văile cu orientare pe direcția nord-sud, acest fenomen se declanșează cel mai bine. Cele mai uscate condiții persistă în toate depresiunile intraalpine care primesc mai puține precipitații, deoarece norii își pierd mare parte din conținut în timp ce traversează munții și înainte de a ajunge în aceste zone. Zone alpine mari, cum ar fi Graubünden rămân mai uscate decât cele subalpine și, cum ar fi în valea principală a cantonului Valais, sunt condiții propice pentru creșterea viței de vie.
Cele mai umede condiții persistă în Alpii înalți și în cantonul Ticino, care beneficiază de mult soare, combinat însă cu ploi abundente și de scurtă durată. Precipitațiile tind să fie moderat răspândite pe toată durata anului, cu un maxim nu foarte mare pe timp de vară. Toamna este cel mai uscat anotimp, iarna cad mai puține precipitații decât vara, și totuși vremea în Elveția nu este foarte stabilă și poate varia de la an la an fără perioade stricte și previzibile.

### Efectele încălzirii globale
Încălzirea globală este deosebit de grea pentru Elveția. Acest lucru se datorează climatului continental și locației în latitudinile medii. Între începutul înregistrărilor meteo în 1864 și 2019, a devenit în Elveția, în medie, cu 1,9 °C mai cald. Drept urmare, temperaturile din Elveția au crescut de două ori mai repede decât media globală. Încălzirea s-a accelerat în ultimii 30 de ani. În fiecare an între 1991 și 2019 a fost mai cald decât media pentru anii 1961-1992. Din cele zece temperaturi medii cele mai călduroase din iunie de la începerea înregistrărilor meteorologice, șapte au fost măsurate după 2002. În 1890, Davos mai avea 231 de zile de îngheț (= numărul de zile sub 0 °C); în 2018 au fost doar 161 de zile de îngheț în Davos. Zona ghețarilor elvețieni aproape la jumătate între 1850 (1621 km2) și 2019 (944 km2). Studiile științifice ajung la concluzia că, în jurul anului 2050, sporturile de iarnă nu vor mai fi posibile în Elveția dacă nu se îndeplinește ținta de două grade a acordului climatic de la Paris.

### Mediul
Ecosistemele Elveției pot fi deosebit de fragile, din cauza numeroaselor văi separate de munți înalți, formând condiții unice. Regiunile montane sunt și ele vulnerabile, o gamă largă de plante negăsindu-se la alte altitudini, iar pășunatul și turismul punând presiune pe ele. Condițiile climatice, geologice și topografice ale regiunilor alpine dau naștere unui ecosistem foarte fragil și deosebit de sensibil la schimbări climatice. Animale specifice Munților Alpi sunt marmota și capra neagră.

## Politica
Constituția Federală adoptată în 1848 constituie baza legală a statului federal modern. Ea este una dintre cele mai vechi constituții din lume. În 1999 s-a adoptat o nouă constituție, dar ea nu a introdus modificări notabile în structura federală. Ea enunță drepturile politice și elementare ale indivizilor și cetățenilor implicați în treburile publice, împarte puterile între Confederație și cantoane și definește jurisdicția și autoritatea federală. Există trei principale organisme de guvernare la nivel federal: legislativul bicameral, Consiliul Federal (executivul) și Curtea Federală (instanță judecătorească).

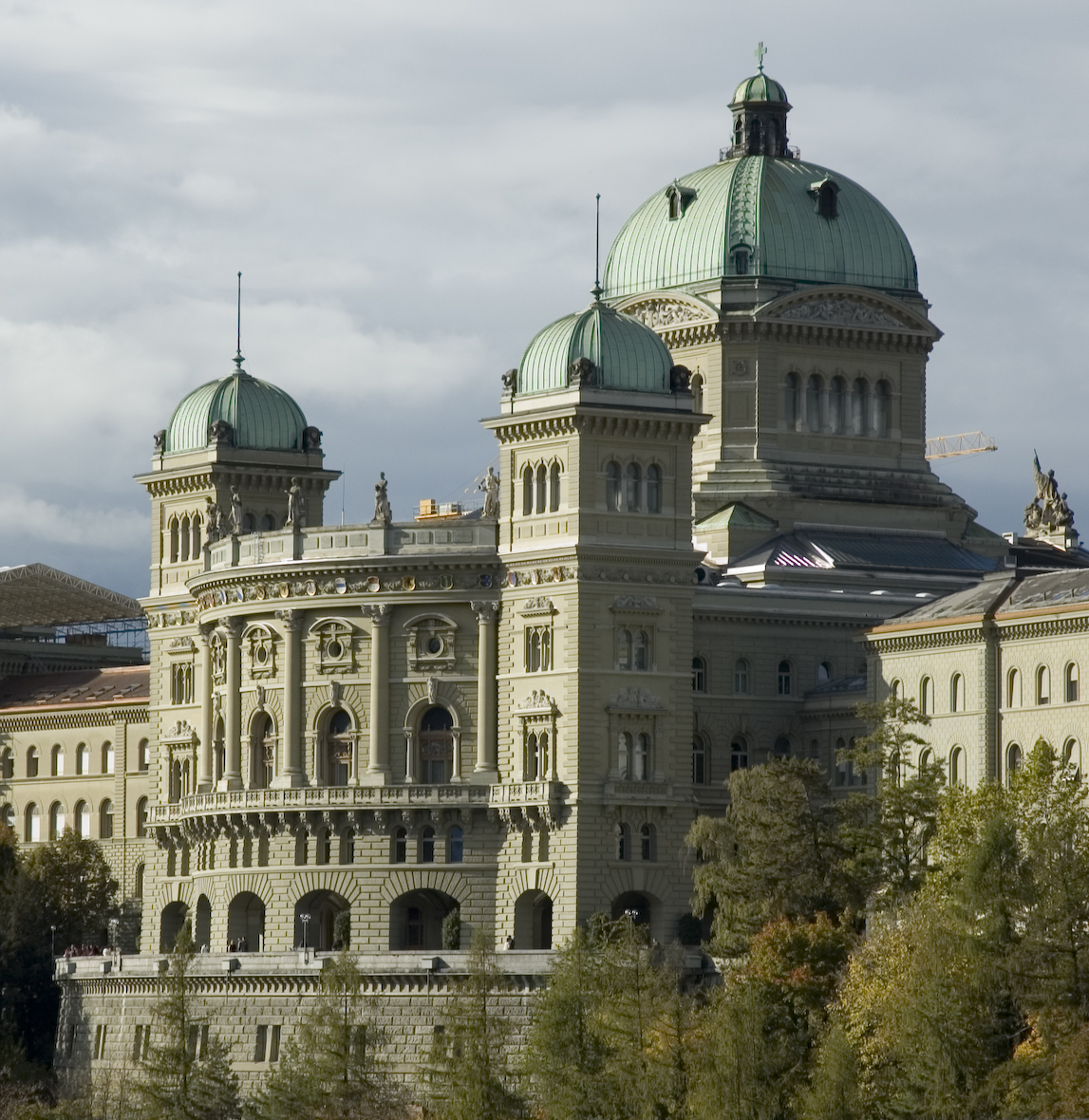
Palatul Federal, sediul Adunării Federale și al Consiliului Federal.

Parlamentul Elveției este format din două camere: Consiliul Statelor (camera superioară) care are 46 de reprezentanți (câte doi din fiecare canton și câte unul din fiecare semicanton) aleși prin sisteme ce diferă de la canton la canton, și Consiliul Național, format din 200 de membri aleși prin vot proporțional, distribuiți în funcție de populația fiecărui canton. Membrii ambelor camere au mandate de 4 ani. Când ambele camere sunt reunite în ședință comună, ele sunt denumite împreună „Adunarea Federală”. Prin referendumuri, cetățenii pot contesta orice lege adoptată de parlament și prin inițiativă legislativă cetățenească pot introduce amendamente la constituția federală, Elveția fiind astfel o democrație directă.
Consiliul Federal constituie guvernul federal, conduce administrația federală și îndeplinește funcția colectivă de șef al statului. Este un organism colegial format din șapte membri, aleși pe un mandat de patru ani de Adunarea Federală care îi și supervizează activitatea. Președintele Confederației este ales de Adunare din cei șapte membri, de regulă prin rotație pentru un mandat de un an; președintele conduce ședințele de guvern și îndeplinește și funcțiile de reprezentare internațională. Președintele rămâne însă un primus inter pares fără puteri adiționale, rămânând și ministru cu portofoliu în cadrul administrației.
Guvernul elvețian este, din 1959, o coaliție de patru mari partide politice, fiecare având un număr de locuri în guvern ce reflectă proporția de electorat a fiecăruia și reprezentarea fiecăruia în parlamentul federal. Distribuția clasică este: 2 CVP/PDC, 2 SPS/PSS, 2 FDP/PRD și 1 SVP/UDC, între 1959 și 2003 cunoscută sub numele de „formula magică”. La alegerile din 2007, locurile în Consiliul Federal s-au distribuit astfel:
2 social-democrați (SPS/PSS),
2 liberal-democrați (FDP/PRD),
2 din Partidul Popular (SVP/UDC),
1 creștin-democrați (CVP/PDC).
Funcția Curții Supreme Federale este aceea de a judeca apelurile împotriva deciziilor celorlalte curți federale sau ale curților supreme cantonale. Judecătorii sunt aleși de Adunarea Federală pentru mandate de șase ani.

### Democrația directă

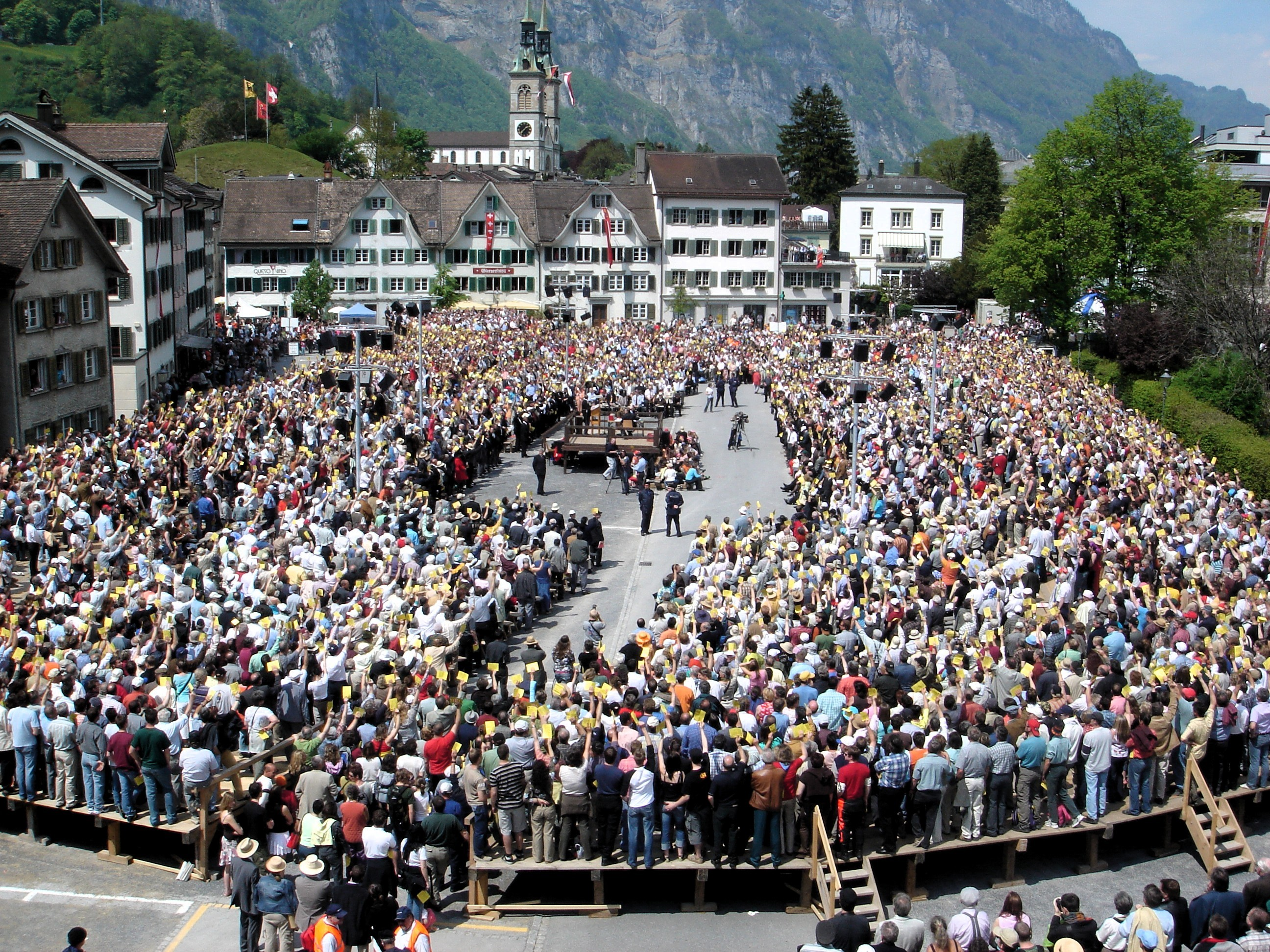
Landsgemeinde, veche formă de democrație directă. Încă se mai practică în două cantoane.

Teritoriul Elveției este supus la trei jurisdicții legale: comuna, cantonul și nivelul federal. Constituția federală din 1848 definește un sistem de democrație directă (uneori denumit semidirectă sau democrație reprezentativ-directă, fiind susținută de instituții comune unor democrații parlamentare). Printre instrumentele democrației directe elvețiene la nivel federal, denumite drepturi civice (Volksrechte, droits civiques), se numără dreptul la inițiativă constituțională și la referendum, ambele putând răsturna hotărâri ale parlamentului.
Declanșând un referendum, un grup de cetățeni poate contesta o lege adoptată de Parlament, dacă adună 50.000 de semnături în termen de 100 de zile. Dacă se întâmplă aceasta, se planifică referendumul național în care alegătorii decid cu majoritate simplă dacă acceptă sau resping legea. De asemenea, referendumul federal poate fi invocat de conducerea a opt cantoane împreună.
La fel, dreptul la inițiativă constituțională federală permite cetățenilor să propună un amendament constituțional ce urmează a fi supus votului național, dacă se strâng 100.000 de semnături în termen de 18 luni. Parlamentul poate suplimenta amendamentul cu o contrapropunere, alegătorii trebuind să indice pe buletinul de vot ce variantă preferă sau dacă le acceptă pe ambele. Amendamentele constituționale, fie că au fost introduse prin inițiativă populară sau de Parlament, trebuie acceptate de o dublă majoritate, a votului național popular și a votului cantonal.

### Împărțirea administrativă
Confederația Elvețiană constă din 26 de cantoane:
| Valais Ticino Graubünden · (Grisunii) Geneva Vaud Neuchâtel Jura Berna Turgovia Zürich Argovia Lucerna Solothurn Basel-Provincie Schaffhausen Uri Schwyz Glarus St. Gallen AI AE Obwald Nidwald Zug Fribourg Basel-Oraș Franța Italia Liecht. Austria Germania |

| Canton | Canton            | Capitala  | Canton | Canton    | Capitala     |
| ------ | ----------------- | --------- | ------ | --------- | ------------ |
|        | Argovia           | Aarau     |        | *Nidvaldo | Stans        |
|        | *Appenzell Extern | Herisau   |        | *Obvaldo  | Sarnen       |
|        | *Appenzell Intern | Appenzell |        | Sciaffusa | Schaffhausen |
|        | *Basel-Provincie  | Liestal   |        | Schwyz    | Schwyz       |
|        | *Basel-Oraș       | Basel     |        | Soletta   | Solothurn    |
|        | Berna             | Berna     |        | Sf. Gall  | St. Gallen   |
|        | Fribourg          | Fribourg  |        | Turgovia  | Frauenfeld   |
|        | Geneva            | Geneva    |        | Ticino    | Bellinzona   |
|        | Glarona           | Glarus    |        | Uri       | Altdorf      |
|        | Grigioni          | Chur      |        | Valais    | Sion         |
|        | Jura              | Delémont  |        | Vaud      | Lausanne     |
|        | Lucerna           | Lucerna   |        | Zoug      | Zug          |
|        | Neuchâtel         | Neuchâtel |        | Zurigo    | Zürich       |

*Aceste semicantoane sunt reprezentate de un singur consilier (în loc de doi) în Consiliul Statelor.
Cantoanele au statut constituțional permanent și, spre deosebire de situația din alte țări, au un grad mare de independență. Conform Constituției, toate cele 26 de cantoane sunt egale în statut. Fiecare canton are propria constituție, propriul parlament, guvern și instanțe judecătorești. Există însă diferențe considerabile între cantoane, în deosebi în termeni de populație și suprafață. Populația unui canton variază între 15.000 de locuitori (Appenzell Innerrhoden) și 1.253.500 (Zürich), iar suprafața între 37 km² (Basel-Stadt) și 7.105 km² (Graubünden). Cantoanele acoperă în total 2.485 de comune. În interiorul teritoriului elvețian există două enclave: Büsingen care aparține Germaniei, și Campione d'Italia ce aparține Italiei.
Într-un referendum ținut în landul austriac Vorarlberg la 11 mai 1919, peste 80% dintre alegători au validat o cerere de aderare a landului la Confederația Elvețiană. Aceasta a întâmpinat însă opoziție din partea guvernului austriac, din partea aliaților învingători în Primul Război Mondial, a liberalilor elvețieni și a elvețienilor negermanofoni.

### Relații externe și instituții internaționale
Prin tradiție, Elveția evită alianțele ce ar putea implica acțiuni directe militare, politice sau economice și a păstrat neutralitatea de la sfârșitul expansiunii sale în 1515. Politica sa de neutralitate a fost recunoscută internațional la Congresul de la Viena din 1815. Abia în 2002 Elveția a devenit membru cu drepturi depline al ONU și a fost primul stat care a supus aderarea la acest organism unui referendum. Elveția întreține relații diplomatice cu aproape toate țările și a servit drept intermediar între alte state. Elveția nu este membru al Uniunii Europene; elvețienii au respins constant aderarea începând cu anii 1990.

Drapelul elvețian inversat monocromatic a devenit drapelul Mișcării Crucii Roșii, înființată în 1863 de Henri Dunant.

Un număr neobișnuit de mare de instituții internaționale își au sediul în Elveția, în parte datorită politicii de neutralitate a cestei țări. Geneva este locul unde a apărut Mișcarea Crucii Roșii și unde s-au perfectat Convențiile de la Geneva și, din 2006, găzduiește Consiliul pentru Drepturile Omului al Națiunilor Unite. Deși Elveția este una dintre cele mai recente țări membre ale ONU, Palatul Popoarelor din Geneva este al doilea sediu ca mărime al Națiunilor Unite după cel din New York City, iar Elveția a fost membră fondatoare și țară-gazdă a Ligii Națiunilor.
În afara sediului ONU, Confederația Elvețiană găzduiește mai multe agenții ONU, cum ar fi Organizația Mondială a Sănătății (OMS), Organizația Internațională a Muncii (OIM), Uniunea Internațională de Telecomunicații (ITU), Înaltul Comisariat al ONU pentru Refugiați și circa 200 de alte organizații internaționale, inclusiv Organizația Mondială a Comerțului. Ședințele anuale ale Forumului Economic Mondial de la Davos reunesc lideri internaționali politici și de afaceri din Elveția și din alte țări, care discută probleme importante cu care se confruntă lumea, inclusiv sănătatea și mediul.
Mai mult, unele federații și organizații sportive internaționale își au sediul în această țară, cum ar fi Federația Internațională de Baschet, la Geneva, UEFA (Uniunea Asociațiilor Europene de Fotbal), la Nyon, FIFA (Federația Internațională de Fotbal) și Federația Internațională de Hochei pe Gheață, la Zürich, Uniunea Ciclistă Internațională, la Aigle, și Comitetul Internațional Olimpic, la Lausanne.

### Armata

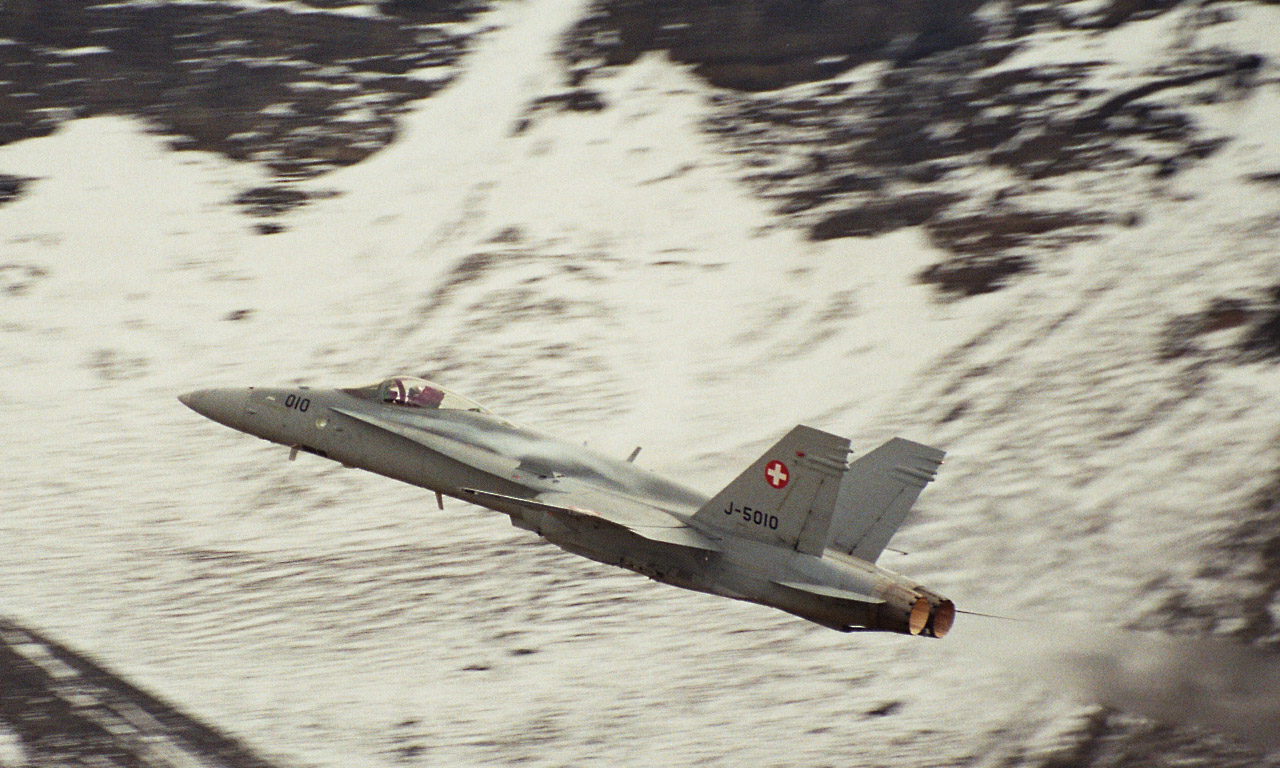
Un avion F/A-18 Hornet aparținând Forțelor Aeriene Elvețiene zburând peste Alpi

Forțele Armate Elvețiene, incluzând Forțele Terestre și Forțele Aeriene, sunt formate din recruți în serviciu militar obligatoriu: soldații profesioniști constituie doar circa 5% din personalul armatei, tot restul fiind recruți între 20 și 34 de ani (în unele cazuri speciale până la 50 de ani). Neavând ieșire la mare, Elveția nu are marină; pe lacurile din zonele de graniță însă, se utilizează ambarcațiuni de patrulare înarmate. Cetățenii elvețieni nu au dreptul să se înscrie în armatele străine, cu excepția Gărzii Elvețiene de la Vatican.
Structura sistemului elvețian de miliții stipulează că soldații își păstrează echipamentul militar, inclusiv toate armele, acasă. Unele organizații și partide politice consideră că această practică este una controversată dar opinia publică elvețiană îl susține. Serviciul militar obligatoriu este prestat de toți bărbații cetățeni elvețieni; femeile pot și ele presta serviciu militar voluntar. Bărbații primesc de regulă ordine de recrutare în armată la 19 ani. Circa două treimi din tinerii elvețieni sunt găsiți apți pentru serviciul militar; pentru cei inapți, există diverse forme de serviciu alternativ. Anual, aproximativ 20.000 de persoane sunt pregătite în centrele de recrutare pentru o durată de la 18 până la 21 de săptămâni. Reforma „Armata XXI” a fost adoptată prin vot popular în 2003, înlocuind vechiul model „Armata 95”, și reducând efectivele armatei de la 400.000 la circa 200.000. Dintre aceștia, 120.000 de militari sunt activi în cicluri periodice de instrucție ale Armatei și 80.000 sunt rezerviști.

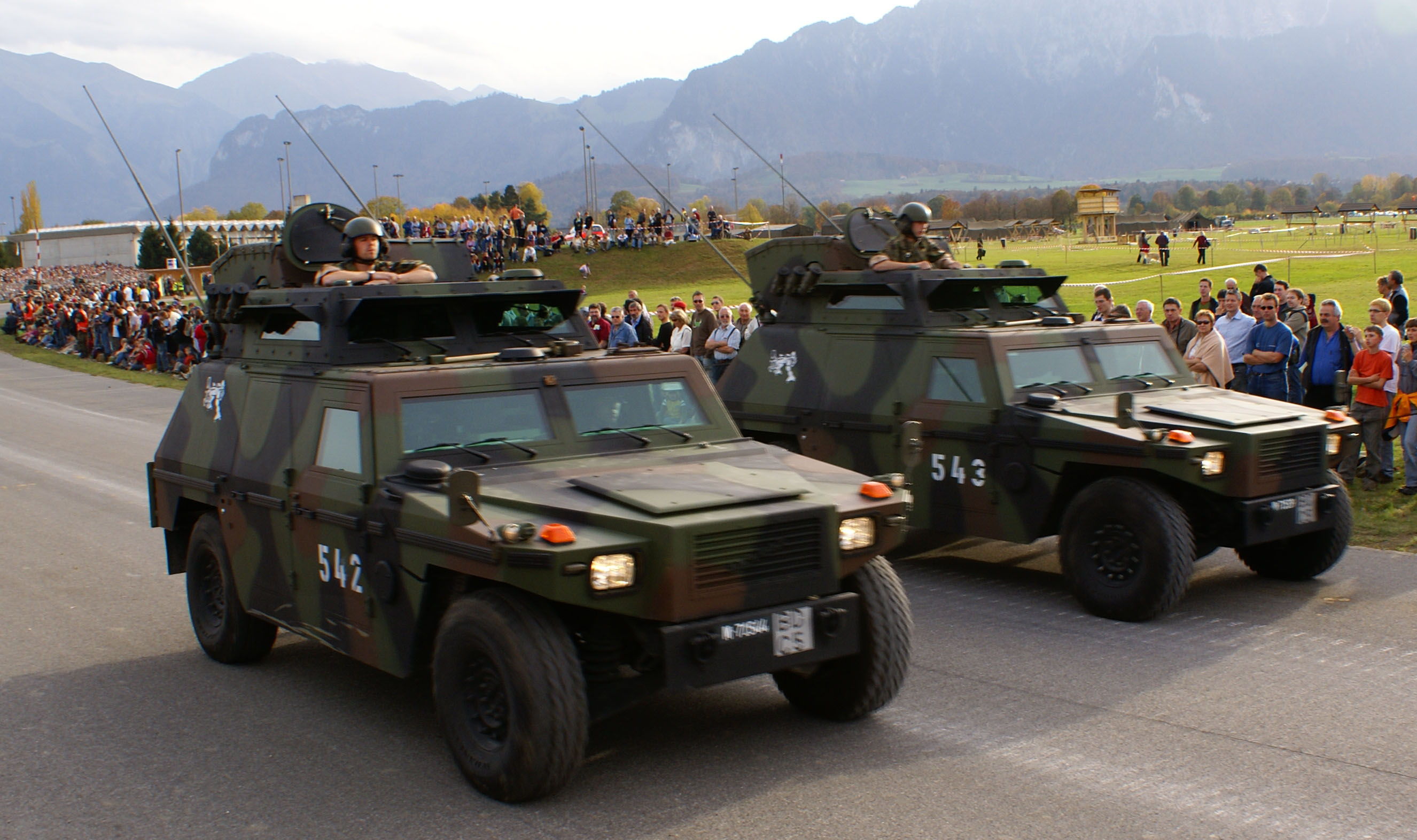
Vehicule blindate MOWAG Eagle la o paradă

În toată istoria țării, s-au declarat trei mobilizări generale cu scopul de a asigura integritatea și neutralitatea Elveției. Prima a avut loc cu ocazia Războiului Franco-Prusac din 1870–1871. A doua s-a hotărât ca răspuns la izbucnirea Primului Război Mondial în august 1914. A treia mobilizare a armatei a avut loc în septembrie 1939 după atacul sovieto-nazist asupra Poloniei; Henri Guisan a fost ales comandant suprem.
În urma politicii sale de neutralitate, armata elvețiană nu ia parte la niciun conflict armat peste hotare, dar participă la misiuni de menținere a păcii în toată lumea. Din 2000, departamentul forțelor armate întreține și sistemul de colectare de informații Onyx pentru monitorizarea comunicațiilor prin sateliți.
După sfârșitul Războiului Rece au existat mai multe tentative de a reduce activitatea militară și chiar de a desființa armata cu totul. Un semnificativ referendum pe acest subiect, declanșat de o grupare antimilitaristă, a avut loc la 26 noiembrie 1989. El a fost respins după ce circa două treimi din votanți s-au pronunțat împotriva propunerii. Un referendum similar, convocat înainte, dar ținut la scurt timp după, atentatele din 11 septembrie din SUA, a fost respins de peste 78% din votanți.

## Economie

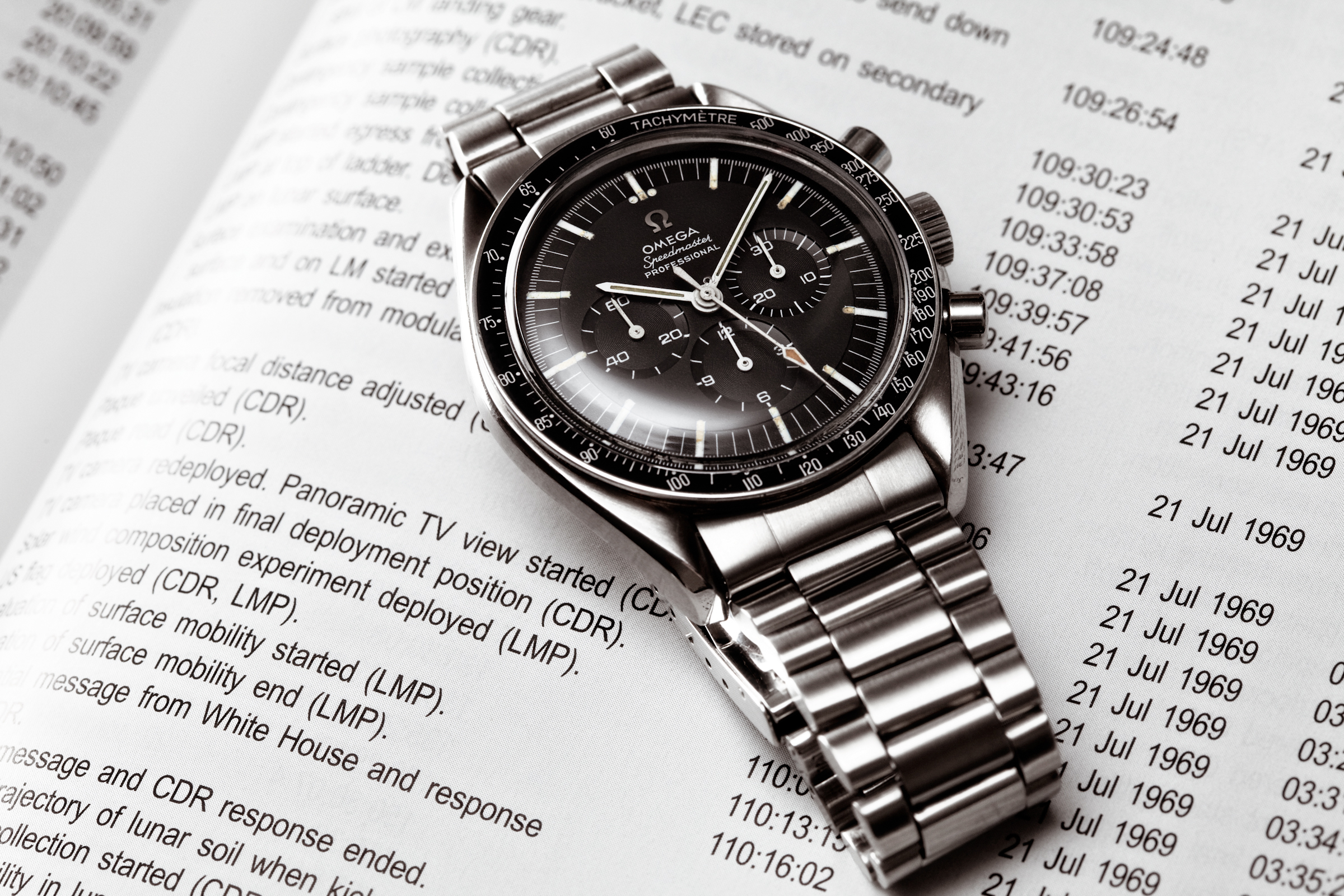
Ceas elvețian Omega Speedmaster purtat pe Lună în timpul misiunilor Apollo. Elveția produce jumătate din valoarea producției mondiale de ceasuri de mână.

Elveția are o economie stabilă, prosperă și înalt tehnologizată. În 2011, ea era cea mai bogată țară din lume pe cap de locuitor (noțiunea de „bogăție” fiind definită cu includerea atât a bunurilor financiare cât și nefinanciare).
După PIB nominal, este a nouăsprezecea economie din lume, iar în termenii parității puterii de cumpărare, este a treizeci și șasea. Este al douăzecilea cel mai mare exportator, în ciuda dimensiunii sale reduse. Elveția are cel mai mare rating al libertății economice din Europa pe 2010, acoperind însă mult și prin servicii publice. PIB-ul nominal pe cap de locuitor este mai mare decât cel al Japoniei și decât al altor economii din Europa de Vest și Centrală. Dacă se ajustează după paritatea puterii de cumpărare, Elveția se clasează pe locul 8 în lume în termenii PIB-ului pe cap de locuitor, conform Băncii Mondiale și FMI (al 15-lea după CIA Worldfactbook).
Raportul Competitivității Globale al Forumului Economic Mondial clasează economia Elveției pe primul loc în lume după competitivitate, iar după Uniunea Europeană, Elveția este cea mai inovativă țară de pe continent. Mare parte din secolul al XX-lea, Elveția a fost cea mai bogată țară din Europa la mare distanță de celelalte (după PIB – pe cap de locuitor). În 2005, venitul median pe gospodărie în Elveția era estimat la 95.000 CHF, echivalentul a circa 100.000 de dolari (în decembrie 2010) în termeni nominali. Elveția are și una dintre cele mai mari balanțe de cont curent ca procentaj din PIB.

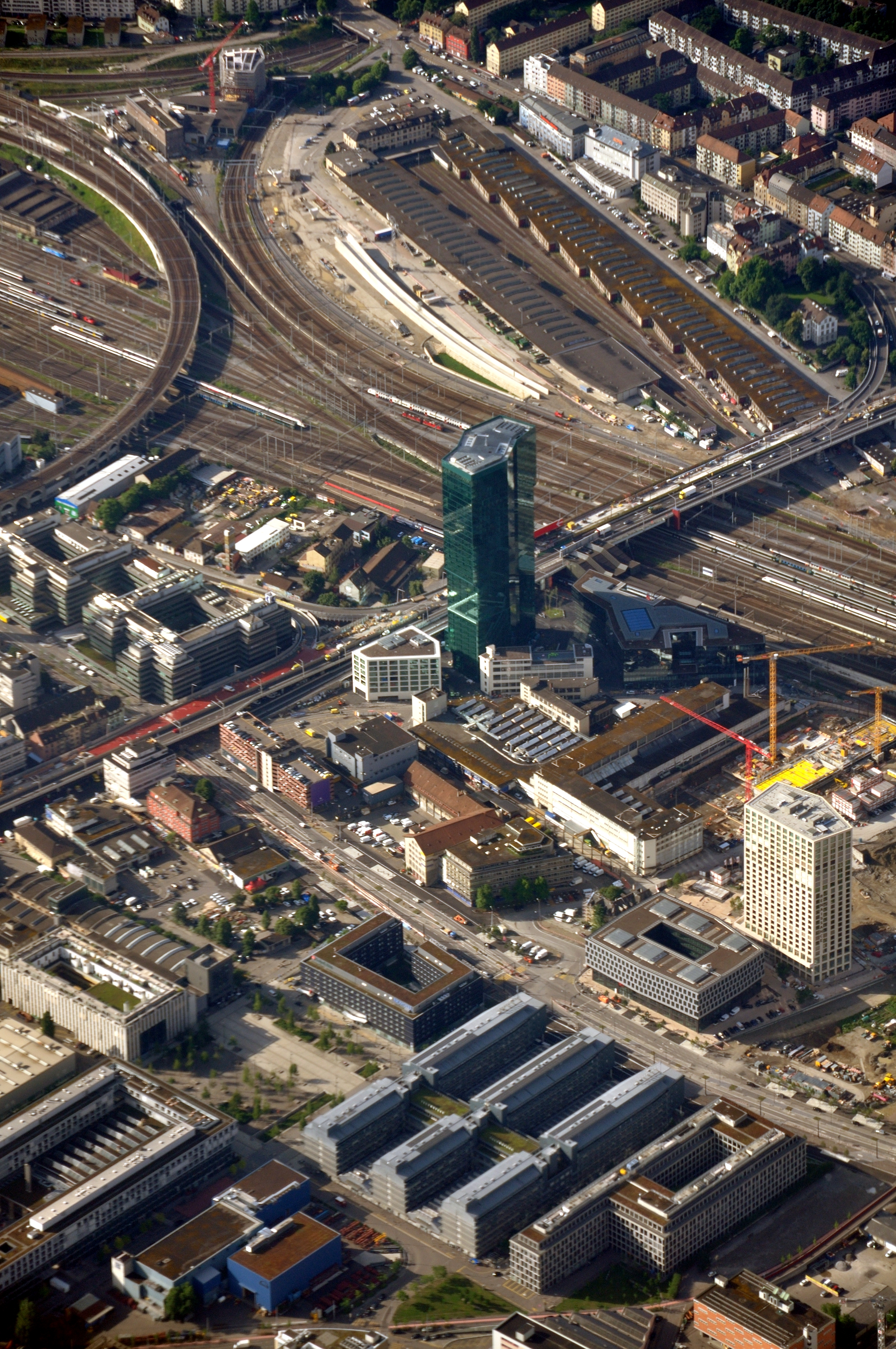
Zona metropolitană Zürich, unde trăiesc 1,5 milioane de locuitori și își au sediul 150.000 de companii, este unul dintre cele mai importante centre economice din lume.

În Elveția își au sediul central mai multe corporații internaționale. După venit, cele mai mari companii elvețiene sunt Glencore, Gunvor, Nestlé, Novartis, Hoffmann-La Roche, ABB, Mercuria Energy Group și Adecco. Sunt notabile și UBS AG, Zurich Financial Services, Credit Suisse, Barry Callebaut, Swiss Re, Tetra Pak și Grupul Swatch. Elveția are una dintre cele mai puternice economii din lume.
Cel mai important sector economic al Elveției este producția industrială. În țară se produc substanțe chimice, bunuri sanitare și farmaceutice, instrumente de măsură științifice și de precizie, și instrumente muzicale. Cele mai mari exporturi sunt cele de substanțe chimice (34% din exporturi), mașini/electronice (20,9%), și ceasuri/instrumente de precizie (16,9%). Serviciile exportate se ridică la circa o treime din valoarea bunurilor exportate. Sectorul serviciilor – în special cel bancar și de asigurări, turismul și organizațiile internaționale – sunt o altă importantă industrie pentru Elveția.
Circa 3,8 milioane de oameni lucrează în Elveția; circa 25% din angajați făceau parte în 2004 dintr-un sindicat. Elveția are o piață a muncii mai flexibilă decât țările vecine, și în consecință rata șomajului este foarte scăzută. Rata șomajului a crescut de la un minim de 1,7% în iunie 2000 la un maxim de 4,4% în decembrie 2009. Creșterea demografică prin imigrație netă este foarte ridicată, de 0,52% din populație în 2004. Populația de străini era de 21,8% în 2004, cam cât și în Australia. Productivitatea muncii (PIB pe ore lucrate în total) este pe locul 17 în lume, de 27,44 dolari internaționali în 2006.

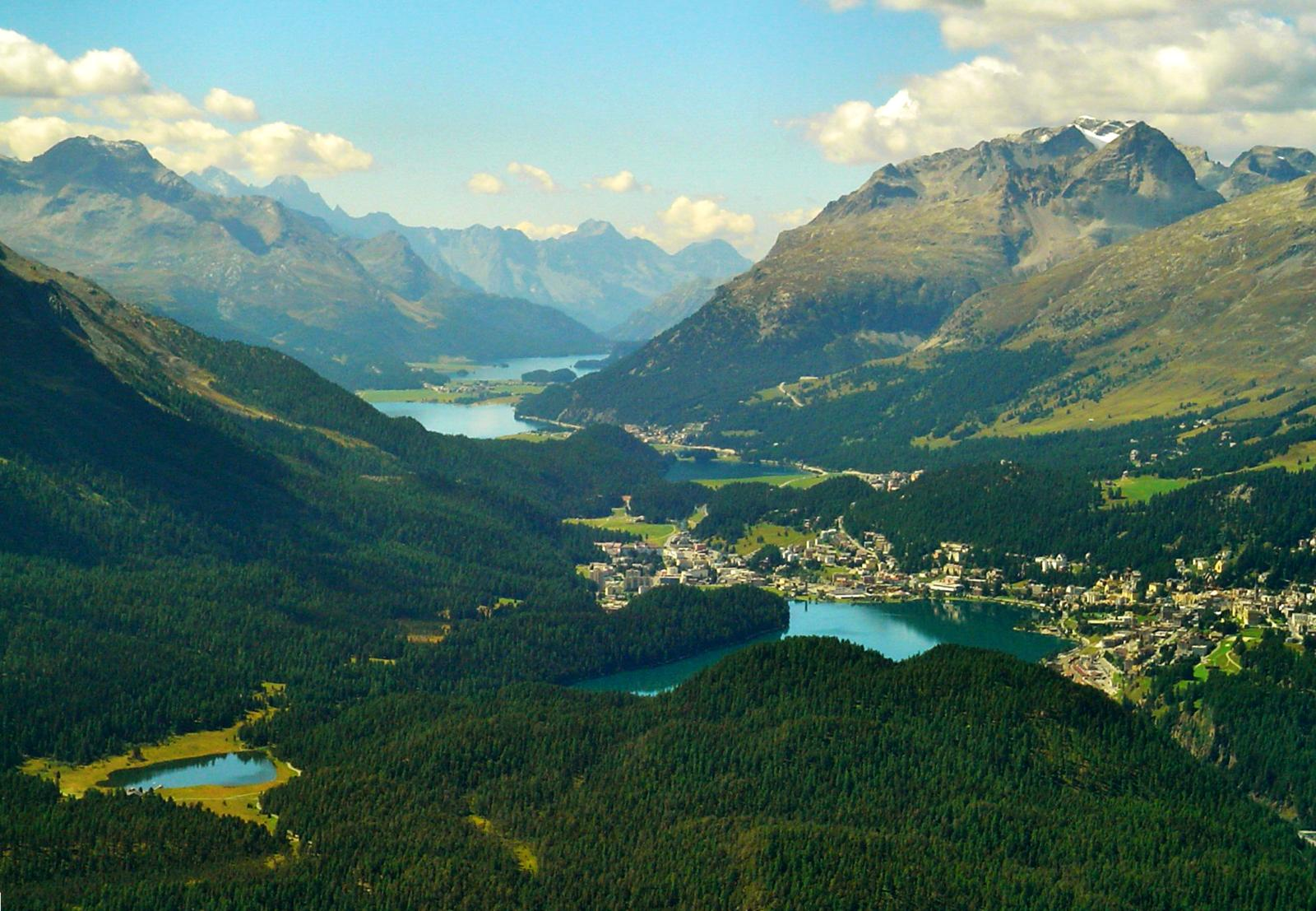
Valea Engadinului. Turismul constituie o sursă importantă de venit pentru regiunile alpine mai puțin industrializate.

Elveția are o economie cu un sector privat foarte mare, taxele fiind reduse după standardele lumii occidentale; Taxarea totală este una dintre cele mai mici din țările dezvoltate. Elveția este o țară în care se fac afaceri relativ ușor, fiind pe locul 28 din 178 de țări după Indicele Ușurinței de a Face Afaceri. Creșterea economică lentă din anii 1990 și de la începutul anilor 2000 a crescut susținerea pentru reformele economice și armonizarea cu Uniunea Europeană. Conform Credit Suisse, doar aproximativ 37% din locuitori sunt proprietari ai locuinței lor, aceasta fiind una dintre cele mai scăzute rate ale deținerii de locuințe din Europa. Prețurile locuințelor și alimentelor erau în 2007 la 171% și 145% din indicele celor 25 de state membre înaintea acelui an ale Uniunii, comparativ cu 113% și 104% în Germania.
Protecționismul în agricultură—o rară excepție de la politicile de liber schimb ale Elveției—contribuie la prețurile foarte mari la alimente. Liberalizarea pieței produselor agricole rămâne în urma multor state ale Uniunii Europene, conform OECD. Cu toate acestea, puterea de cumpărare internă este una dintre cele mai bune din lume. În afară de agricultură, barierele economice și comerciale între Elveția și Uniunea Europeană sunt minimale iar Elveția are acorduri de liber schimb cu multe țări din lume. Elveția este membră a Asociației Europene de Liber Schimb (EFTA).

### Educație și știință

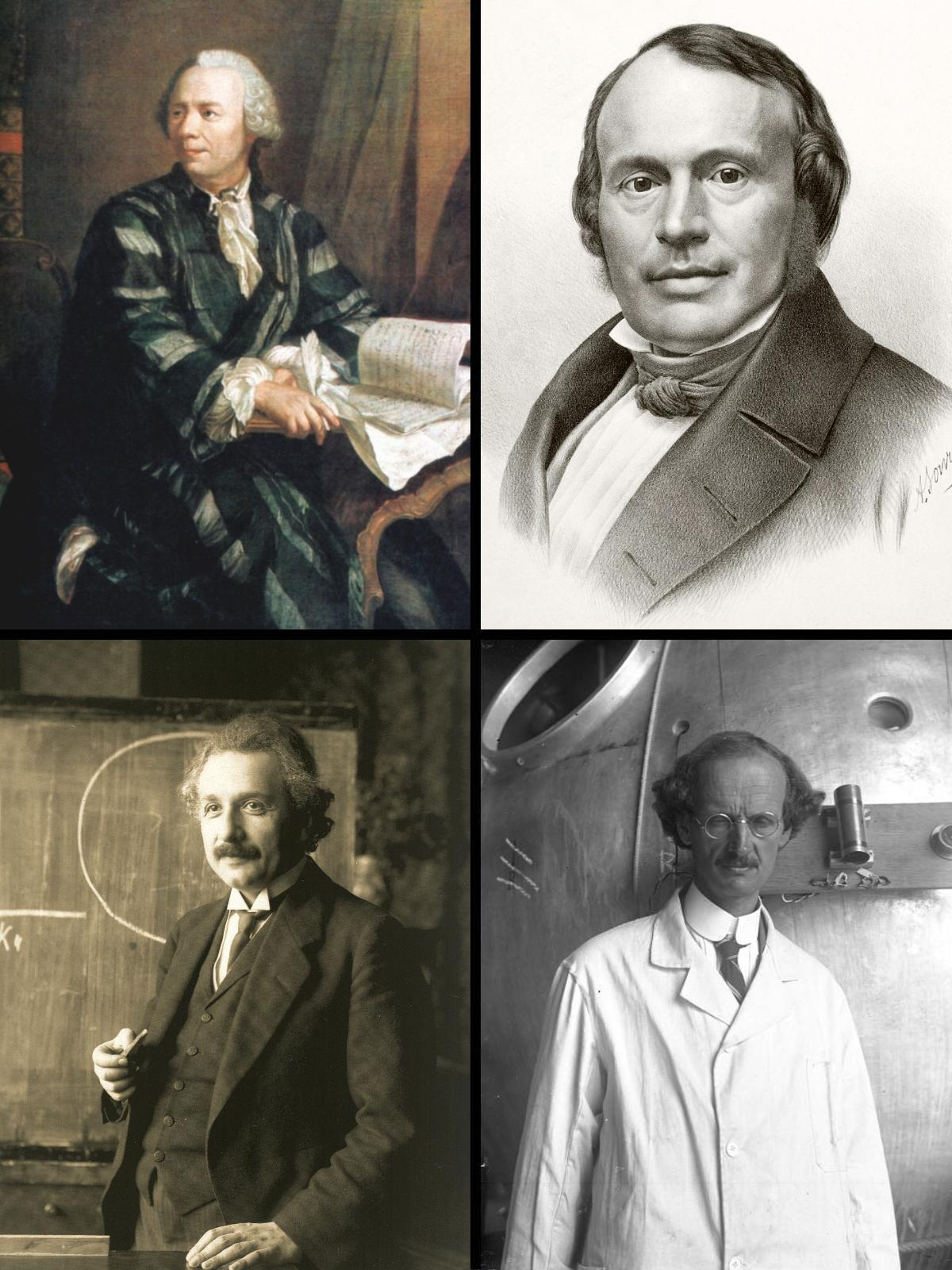
Unii dintre oamenii de știință elvețieni care au jucat un rol esențial în domeniile lor de activitate (în sens orar):
Leonhard Euler (matematică)
Louis Agassiz (glaciologie)
Auguste Piccard (aeronautică)
Albert Einstein (fizică)

Educația în Elveția este foarte diversă deoarece constituția Elveției deleagă cantoanelor autoritatea asupra sistemului școlar. Există școli publice și școli private, dintre care multe școli private internaționale. Vârsta minimă pentru școala primară este de șase ani pentru toate cantoanele, dar majoritatea cantoanelor oferă gratuit „școala copiilor”, începând cu vârsta de patru sau cinci ani. Școala primară continuă până la clasa a patra, a cincea sau a șasea, în funcție de școală. Prin tradiție, prima limbă străină studiată în școală este întotdeauna una dintre celelalte limbi naționale, deși recent (din 2000), engleza a fost introdusă pentru prima oară ca primă limbă străină în câteva cantoane.
La sfârșitul ciclului primar (sau la începutul celui secundar), elevii sunt clasificați după capacitățile lor în mai multe (de cele mai multe ori, trei) categorii. Cei care învață repede primesc cursuri avansate și sunt pregătiți pentru continuarea studiilor și pentru matura, în vreme ce studenții care asimilează cunoștințele puțin mai încet primesc o educație adaptată necesităților lor.

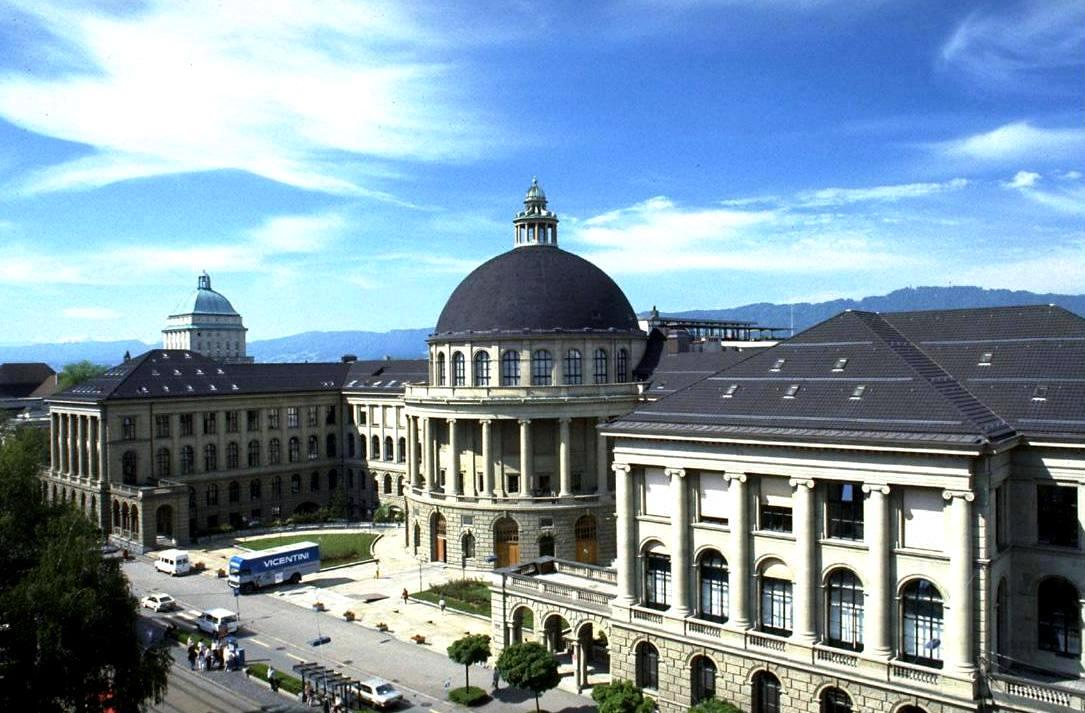
Campusul universității ETH Zürich. Instituția este frecvent clasată pe primul loc în rândul universităților din Europa continentală.

Există în Elveția 12 universități, dintre care zece sunt întreținute la nivel cantonal și de regulă oferă o gamă largă de pregătiri în domenii non-tehnice. Prima universitate din Elveția a fost înființată în 1460 la Basel (cu o facultate de medicină) și are o tradiție de cercetare în domeniul chimiei și medicinei. Cea mai mare universitate din Elveția este Universitatea din Zürich cu aproape 25.000 de studenți. Cele două instituții sponsorizate de guvernul federal sunt ETHZ din Zürich (înființată în 1855) și EPFL din Lausanne (înființată în 1969, anterior fiind un institut asociat Universității din Lausanne) ambele cu o reputație internațională excelentă.
Există, în plus, mai multe universități de științe aplicate. În domeniul afacerilor și economiei, Universitatea din St. Gallen, (HSG) și Institutul Internațional de Dezvoltare a Managementului (IMD) sunt liderii naționali, școli bine văzute în toată lumea. Elveția este pe locul doi în lume după proporția studenților străini în instituțiile de învățământ superior, după Australia.
Cum Elveția este o țară în care își au sediul numeroase organizații internaționale, este cazul și în domeniul universitar, Institutul Universitar de Studii Internaționale și de Dezvoltare își are sediul la Geneva, și nu este doar cea mai veche școală de studii de dezvoltare internațională din lume, ci și una dintre cele mai prestigioase.
Numeroși laureați ai Premiilor Nobel sunt elvețieni, cum ar fi celebrul fizician Albert Einstein care a dezvoltat teoria relativității restrânse pe când lucra la Berna. Mai recent, Vladimir Prelog, Heinrich Rohrer, Richard Ernst, Edmond Fischer, Rolf Zinkernagel și Kurt Wüthrich au primit premii Nobel în domenii științifice. În total, 113 laureați ai Nobelului din domeniile științifice au fost elvețieni, au trăit în Elveția sau sunt originari din această țară. iar premiul Nobel pentru pace a fost decernat de nouă ori unor organizații cu sediul în Elveția.

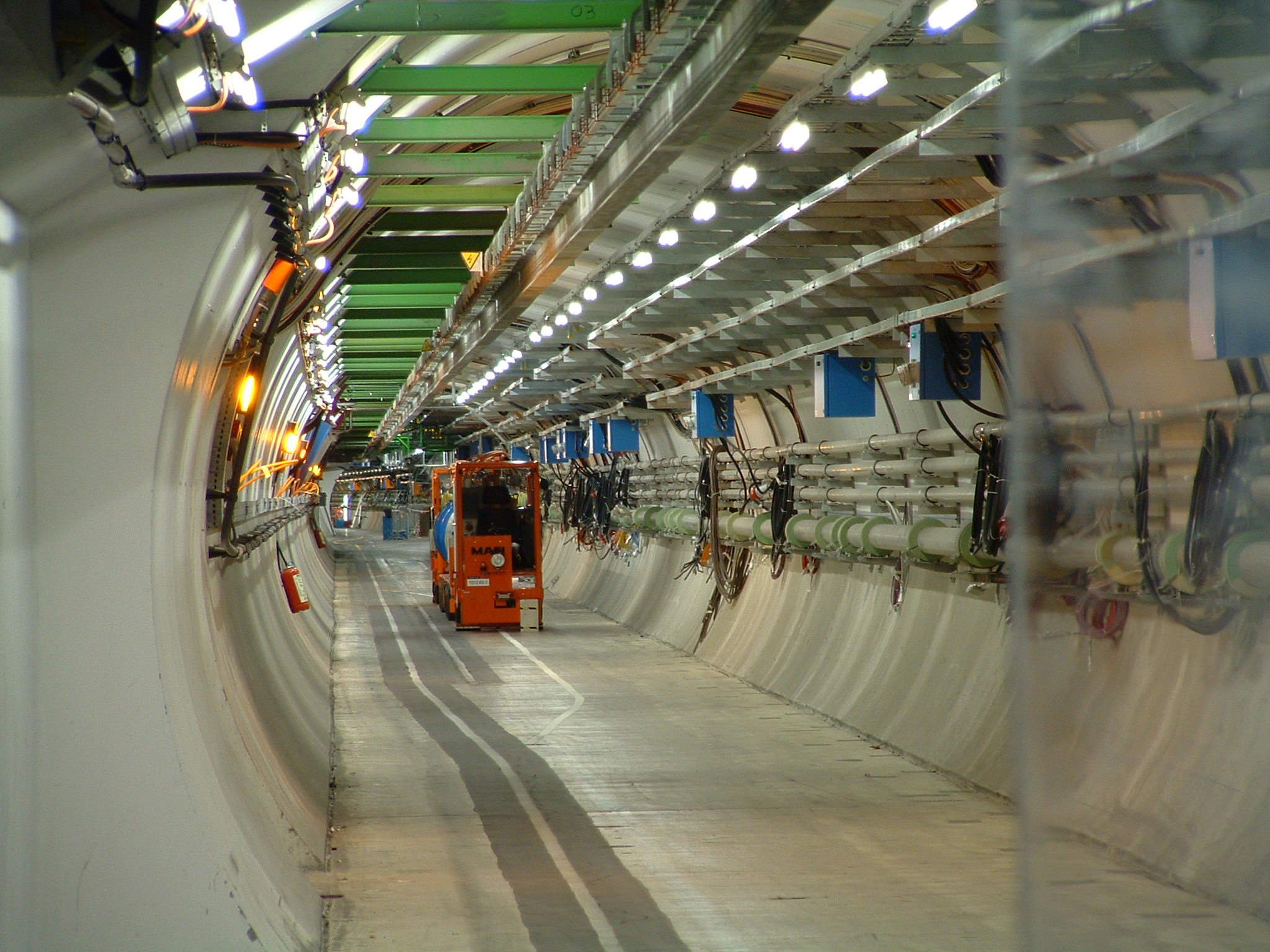
Tunelul LHC. CERN este cel mai mare laborator din lume, dar și locul unde s-a născut World Wide Web.

Geneva și departamentul francez Ain, aflat în vecinătate, sunt locul unde funcționează cel mai mare laborator din lume, CERN, dedicat cercetării în domeniul fizicii particulelor. Un alt important centru de cercetări este Institutul Paul Scherrer. Printre invențiile notabile ale elvețienilor se numără acidul lisergic dietilamid (LSD), microscopul cu tunelare și velcroul. Unele tehnologii au permis explorarea unor noi lumi, cum ar fi balonul presurizat al lui Auguste Piccard și batiscaful, cu care Jacques Piccard a ajuns la cel mai adânc punct din oceanele lumii.
Agenția spațială elvețiană, denumită „Biroul Elvețian pentru Spațiu”, s-a implicat în diverse programe și tehnologii spațiale. În plus, a fost unul dintre cele 10 instituții fondatoare ale Agenției Spațiale Europene în 1975 și este al șaptelea cel mai mare contribuitor la bugetul ESA. În sectorul privat, mai multe companii sunt implicate în industria spațială, cum ar fi Oerlikon Space sau Maxon Motors care furnizează structuri pentru navele spațiale.

### Elveția și Uniunea Europeană
Elveția a votat împotriva aderării la Zona Economică Europeană într-un referendum din decembrie 1992 și de atunci a întreținut și și-a dezvoltat relațiile cu Uniunea Europeană (UE) și cu țările europene în principal prin acorduri bilaterale. În martie 2001, elvețienii au refuzat din nou prin vot popular începerea negocierilor de aderare la UE. Mai recent, elvețienii și-au armonizat practicile economice cu cele ale UE în multe aspecte, într-o tentativă de a-și ameliora competitivitatea pe plan internațional. Economia a crescut cel mai recent cu circa 3% pe an. Aderarea la UE este un obiectiv pe termen lung al unei părți din guvernul Elveției, dar există un sentiment popular considerabil de opoziție față de acest proces, sentiment susținut mai ales de Partidul Popular (SVP). Zonele vestice, francofone, precum și regiunile urbane din restul țării, tind să fie mai pro-UE, nereprezentând însă o proporție semnificativă a populației.
Guvernul a înființat un Birou de Integrare în cadrul Departamentului Federal de Afaceri Externe și al Departamentului Federal de Afaceri Economice. Pentru a minimiza consecințele negative ce derivă din izolarea Elveției față de restul Europei, Berna și Bruxelles-ul au semnat în 1999 șapte acorduri bilaterale pentru a liberaliza comerțul transfrontalier, și acestea au intrat în vigoare începând cu 2001. Această primă serie de acorduri bilaterale cuprindea și libera circulație a cetățenilor. O a doua serie, ce acoperă nouă aspecte, a fost semnată în 2004 și ratificată ulterior. Aceasta cuprinde Tratatul de la Schengen și Convenția de la Dublin. Cele două părți continuă să discute alte zone de cooperare.
În 2006, Elveția a aprobat investiții de 1000 de milioane de franci în țările mai sărace ale UE din sudul și centrul Europei, susținându-și astfel cooperarea și legăturile cu UE în ansamblul ei. Asupra Elveției s-au pus adesea presiuni, atât din partea UE, cât și din alte surse internaționale, pentru a reduce nivelul de protecție a secretului bancar și de a ridica taxele pentru a ajunge la paritate cu UE. S-a discutat preliminar în patru noi arii: liberalizarea pieței energiei electrice, participarea la proiectul european GNSS Galileo, cooperarea cu centrul european pentru prevenția bolilor și recunoașterea certificatelor de origine pentru produsele alimentare.
La 27 noiembrie 2008, miniștrii de interne și ai justiției din Uniunea Europeană au anunțat aderarea Elveției la zona de liberă circulație Schengen începând cu 12 decembrie 2008. Punctele de trecere a frontierei terestre rămân în funcțiune doar pentru transporturile de mărfuri, persoanele nemaifiind controlate, deși pașapoartele au continuat să fie verificate până la 29 martie 2009, pentru a verifica dacă provin dintr-o altă țară Schengen.

### Energie, infrastructură și mediu

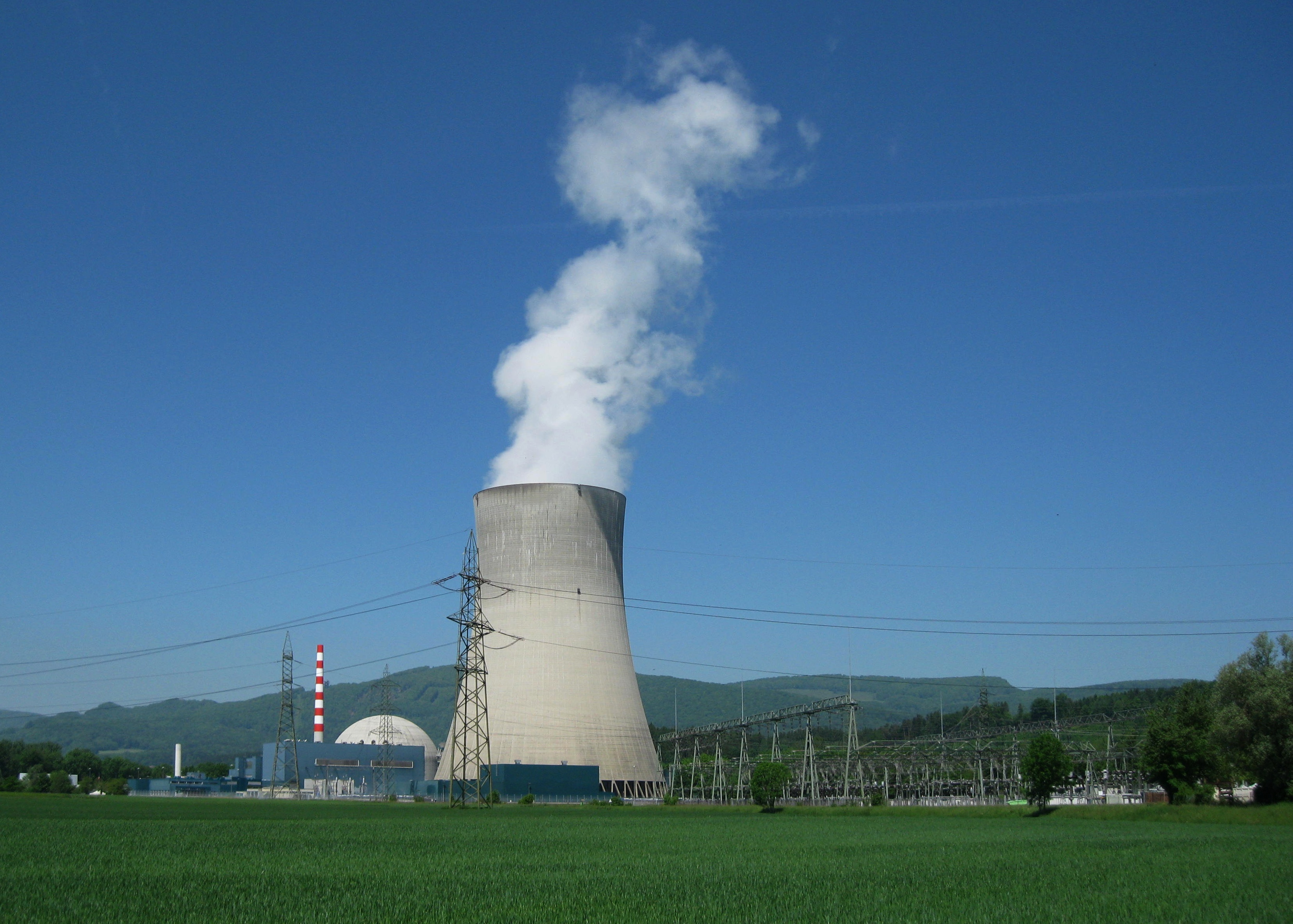
Centrala termonucleară Gösgen este una dintre cele patru centrale nucleare din Elveția.

Energia electrică generată în Elveția provine în proporție de 56% din hidrocentrală și de 39% din centralele nucleare, ceea ce are ca efect faptul că rețeaua electrică nu generează aproape deloc CO2. La 18 mai 2003, două inițiative antinucleare au fost respinse prin referendum: Moratorium Plus, cu scopul de a interzice construirea de noi centrale nucleare (41,6% pentru și 58,4% împotrivă), și Electricitate Fără Energie Nucleară (33,7% pentru și 66,3% contra).
Fostul moratoriu de zece ani pe construcția de noi centrale nucleare a rezultat în urma unei inițiative cetățenești adoptată în 1990, cu 54,5% voturi pentru și 45,5% împotrivă. O nouă centrală nucleară urmează să se construiască în cantonul Berna. Biroul Federal Elvețian pentru Energie (SFOE) este organizația responsabilă pentru toate chestiunile legate de echilibrarea consumului și producției de energie, activând în cadrul Departamentului Federal pentru Mediu, Transport, Energie și Comunicații (DETEC). Agenția susține inițiativa Societatea de 2000 de wați, al cărui scop este reducerea consumului național de energie la mai puțin de jumătate până în anul 2050.
La 25 mai 2011, guvernul elvețian a anunțat că intenționează să înceteze a mai folosi energia nucleară în următoarele 2 sau 3 decenii. „Guvernul a votat pentru eliminarea treptată, deoarece dorim să asigurăm o producție de energie sigură și autonomă”, a declarat ministrul energiei Doris Leuthard în acea zi într-o conferință de presă de la Berna. Decizia a fost fundamentată pe consecințele accidentului nuclear de la Fukushima, care a arătat că există riscuri comportate de energia nucleară, ceea ce și crește costurile acestui tip de energie. Intențiile erau ca primul reactor să fie scos din funcțiune în 2019 și ultimul în 2034. Parlamentul a discutat planul în iunie 2011, și a hotărât să nu mai înnoiască reactoarele deja existente, dar decizia finală va fi luată prin referendum.

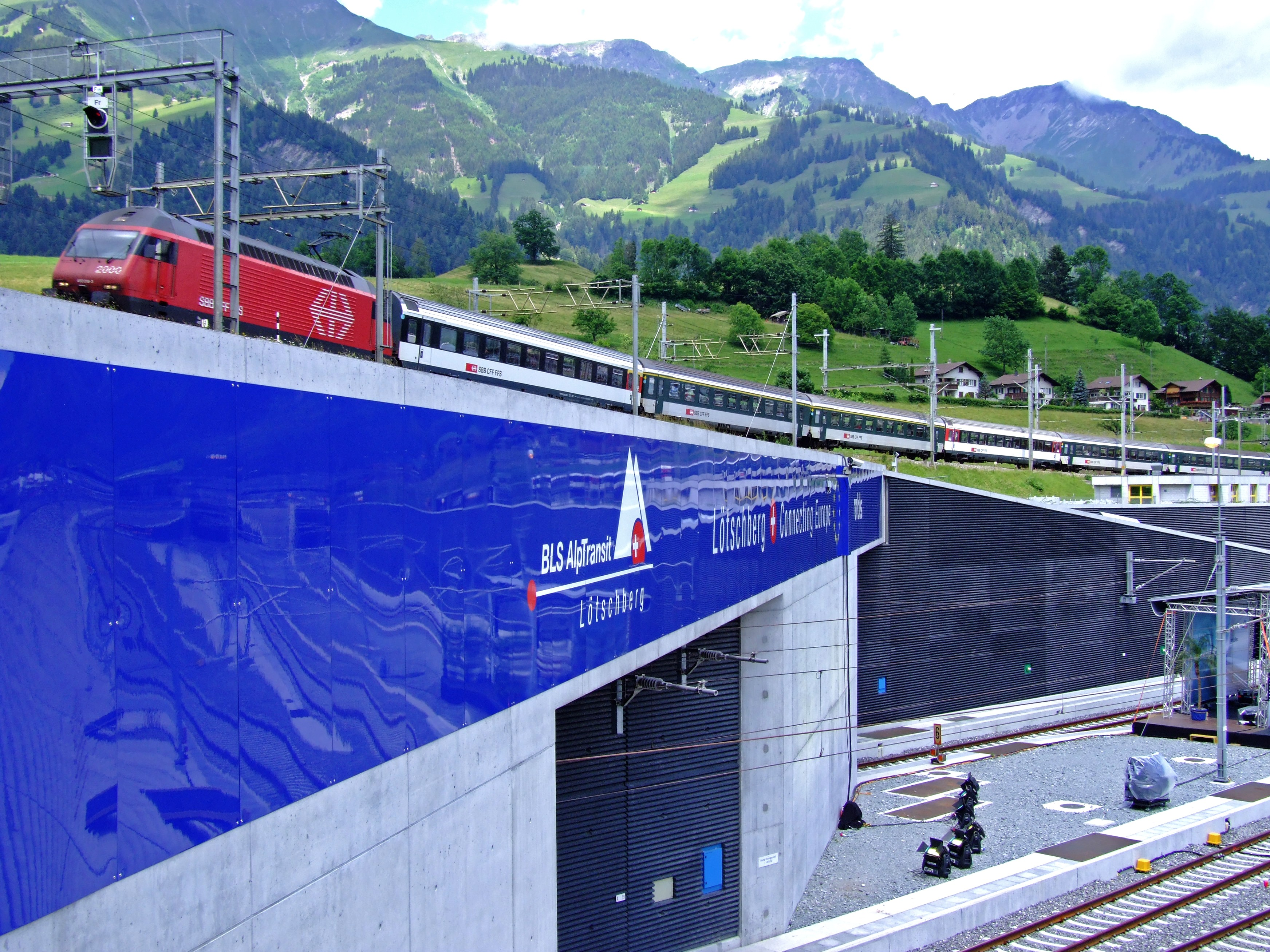
Intrarea în noul tunel de bază Lötschberg, al treilea tunel feroviar din lume ca lungime, aflat sub vechea cale ferată Lötschberg. Este primul tunel terminat din cadrul proiectului AlpTransit.

Cea mai densă rețea feroviară din Europa, având 5.063 km, transportă peste 350 de milioane de pasageri anual. În 2007, fiecare cetățean elvețian călătorea în medie 2.103 km cu trenul, ei fiind astfel cei mai entuziaști călători feroviari. Rețeaua este administrată în principal de către Căile Ferate Federale Elvețiene, cu excepția cantonului Graubünden, în care Căile Ferate Rețiene operează pe o rețea de 366 km de cale ferată cu ecartament îngust, care cuprinde mai multe linii incluse în Patrimoniul Mondial. Se efectuează lucrări de construcție a noilor tuneluri de bază în Alpi pentru a reduce durata călătoriei între nord și sud, în cadrul proiectului AlpTransit.
Rețeaua elvețiană de drumuri, gestionată în sistem public-privat, este finanțată prin taxe de drum și pe autovehicule. Sistemul elvețian de autostrăzi impune achiziționarea unei vignete—care costă 40 de franci pentru un an—atât pentru autoturisme, cât și pentru autovehiculele destinate transportului de marfă. Rețeaua elvețiană de autostrăzi avea în 2000 o lungime totală de 1.638 km, la o suprafață a țării de 41.290 km², având astfel una dintre cele mai mari densități de autostrăzi din lume. Aeroportul Zürich este cel mai mare nod de transport internațional al țării, cu 22,8 milioane de pasageri în 2010. Alte aeroporturi internaționale sunt Aeroportul Geneva (11,8 milioane de pasageri), EuroAirport Basel-Mulhouse-Freiburg aflat în Franța, Aeroportul Berna, Aeroportul Lugano, Aeroportul St. Gallen-Altenrhein și Aeroportul Sion.
Elveția are unul dintre cele mai bune istorice ecologice din lumea dezvoltată; a fost una dintre țările semnatare ale Protocolului de la Kyoto din 1998, și l-a ratificat în 2003. Împreună cu Mexicul și cu Coreea de Sud formează Grupul de Integritate Ecologică (EIG). Țara este deosebit de activă în domeniul reciclării și reglementărilor împotriva poluării cu deșeuri, fiind una dintre principalele țări reciclatoare din lume, cu o proporție aflată între 66% și 96% (în funcție de zona țării) a materialelor reciclabile care sunt reciclate.
În multe locuri din Elveția, evacuarea deșeurilor casnice se plătește. Gunoiul (cu excepția deșeurilor periculoase, cum ar fi bateriile etc.) se colectează doar dacă este pus în saci cu eticheta taxei ecologice, sau în saci oficiali cu suprataxa plătită la achiziționare. Aceasta dă un impuls financiar reciclării la maximum, întrucât depunerea deșeurilor pentru reciclare este gratuită. Aruncarea ilegală de deșeuri nu se tolerează, dar de regulă aplicarea legii se limitează la încălcările ei ce implică mari cantități de deșeuri la intersecții de drumuri sau în locuri publice. Amenzile pentru plata taxei de deșeuri se înscriu între 200–500 de franci.
Elveția are cel mai eficient sistem din lume pentru reciclarea ziarelor vechi și a deșeurilor din carton. Colecte publice organizate de voluntari cu logistică de transport feroviar cu costuri reduse au început să se organizeze încă din 1865 sub conducerea cunoscutului industriaș Hans Caspar Escher (Escher Wyss AG), care a construit prima fabrică modernă de hârtie din Elveția la Biberist.

### Sectorul bancar
Spălarea de bani a fost introdusă ca infracțiune de drept penal în Elveția abia în 1990.
Înainte de acest an, legile privind discreția băncilor elvețiene erau de nepătruns chiar și pentru autoritățile străine care îi urmăreau pe membrii Mafiei.
Între timp, Guvernul elvețian a mărit transparența.
În anul 2011, autoritățile elvețiene au declarat că restituirea fondurilor ilicite ascunse în Elveția de „cleptocrați” va constitui o prioritate pentru autoritățile elvețiene. Președintele Confederației Elvețiene de la acel moment, Micheline Calmy-Rey, considera că imaginea țării sale a fost pătată după ce a primit, fără a pune niciun fel de întrebări, bani provenind de la dictatori precum Ferdinand Marcos al Filipinelor, Mobutu Sese Seko al Zairului, Sani Abaca al Nigeriei sau Jean-Claude Duvalier din Haiti.

## Demografie
Germană (63,7%; 72,5%) 
      Franceză (20,4%; 21,0%) 
      Italiană (6,5%; 4,3%) 
      Retoromană (0,5%; 0,6%) 

Limbile oficiale din Elveția:
Germană (63,7%; 72,5%)
Franceză (20,4%; 21,0%)
Italiană (6,5%; 4,3%)
Retoromană (0,5%; 0,6%)

Elveția se află la răscrucea mai multor mari culturi europene care au influențat puternic limbile și cultura sa. Elveția are patru limbi oficiale: germana (63,7% din totalul populației, cu rezidenții străini; 72,5% din rezidenții cetățeni elvețieni, în 2000) în nordul, estul și centrul țării; franceza (20,4%; 21,0%) în vest; italiana (6,5%; 4,3%) în sud. Retoromana (0,5%; 0,6%), o limbă romanică vorbită local în cantonul trilingv Graubünden din sud-est, este și ea desemnată prin articolul 4 al Constituției Federale ca limbă națională, alături de franceză, germană și italiană, și ca limbă oficială atunci când autoritățile comunică cu persoane de limbă retoromană (articolul 70), dar legile federale și alte legi nu sunt în mod obligatoriu redactate și în această limbă. Guvernul federal se obligă să comunice în limbile oficiale, iar în parlamentul federal, discursurile se traduc în și din germană, franceză și italiană.
Germana vorbită în Elveția este predominant un grup de dialecte alemanice denumite colectiv „germana elvețiană”, dar comunicația scrisă folosește de regulă germana elvețiană standard, în vreme ce majoritatea programelor radio și TV sunt și ele în germana elvețiană. Se vorbesc și unele dialecte de provensală în comunități rurale din zona francofonă, cunoscută ca „Suisse romande”, dialecte denumite Vaudois, Gruérien, Jurassien, Empro, Fribourgeois, Neuchâtelois și, în zona italofonă, Ticinese (dialect al lombardei). Chiar și limbile oficiale (germana, franceza și italiana) împrumută unii termeni care nu au sens în afara Elveției, împrumutați din alte limbi (cum ar fi cuvântul german Billette luat din franceză), după termenul cu același sens (ca termenul azione utilizat în italiană nu ca „acțiune”, ci ca „reducere” după termenul german Aktion). Învățarea uneia dintre celelalte limbi naționale în școală este obligatorie pentru toți elvețienii, astfel majoritatea elvețienilor sunt cel puțini bilingvi, mai ales cei ce aparțin minorităților.
Străinii rezidenți și persoanele aflate temporar la muncă alcătuiesc circa 22% din populație. Majoritatea acestora (60%) provin din țările Uniunii Europene sau ale EFTA. Italienii sunt cel mai mare grup de străini, alcătuind 17,3% din totalul acestora. Ei sunt urmați de germani (13,2%), imigranți din Serbia și Muntenegru (11,5%), și din Portugalia (11,3%). Imigranții din Sri Lanka, majoritatea foști refugiați Tamil, sunt cel mai mare grup etnic de origine asiatică. În anii 2000, instituțiile interne și internaționale și-au exprimat îngrijorarea privind ceea ce ele consideră a fi o creștere a xenofobiei, în special în unele campanii politice. Marea proporție de cetățeni străini de pe teritoriul țării, precum și integrarea străinilor, realizată în general fără mari probleme, subliniază deschiderea societății Elvețiene spre diversitate.
La 31 decembrie 2021, populația rezidentă a Elveției era estimată la 8.738,8 mii locuitori, din care 6.494,6 mii erau de naționalitate elvețiană, iar 2.244,2 mii locuitori erau cetățeni străini. 
Cea mai mare parte a lor erau cetățeni ai unor state U.E. (1.436,9 mii locuitori), din care:
- Italia: 328,3
- Germania: 311,3
- Portugalia: 255,2
- Franța: 151,0
- Spania: 88,4
- Austria: 44,9
- Polonia: 38,5
- Croația: 27,8
- România: 26,5
- Ungaria: 26,3
- Țările de Jos: 21,7
- Slovacia: 19,6
- Grecia: 17,7
- Bulgaria: 14,7
- Belgia: 14,5
Cetățeni ai altor state europene erau 420,5 mii locuitori , din care kosovari 114,8 mii, turci 68,8 mii, nord-macedoneni 68,6 mii, sârbi 60,2 mii, britanici 41,8 mii, bosniaci 28,2 mii și ruși 16,7 mii.
Cetățenii statelor din Africa erau 116,2 mii persoane (din care eritreeni 42,2 mii), din America Latină și Caraibe 59,1 mii (din care brazilieni 23 mii), din America de Nord 26,6 mii (din care americani 19,8 mii), din Asia 180,8 mii (srilankezi 28,7 mii, sirieni 24,6 mii, chinezi 20,7 mii, afgani 20,7 mii, indieni 16,8 mii).
Dintre cetățenii elvețieni, 974 mii erau elvețieni naturalizați (636 mii imigranți, 318 mii a doua generație de descendenți de imigranți și 20 mii a treia generație de descendenți de imigranți).

### Sănătatea
Elvețienii sunt obligați să achiziționeze asigurare de sănătate de la companiile private de asigurări, acestea fiind și ele obligate să accepte orice cerere de asigurare. Deși costul de ansamblu al sistemului sanitar este unul dintre cele mai mari din lume, comparația cu cele din alte țări europene îi este favorabilă în termeni de calitate a îngrijirii și pacienții sunt mulțumiți de el. În 2006, speranța de viață la naștere era de 79 de ani pentru bărbați și 84 de ani pentru femei. Aceste cifre sunt printre cele mai mari din lume. Cheltuielile cu sănătatea sunt deosebit de ridicate, reprezentând 11,5% din PIB (2003) și, din 1990, cresc constant, reflectând creșterile prețurilor serviciilor furnizate. Cum populația îmbătrânește și apar noi tehnologii medicale, creșterea costurilor sistemului sanitar se menține.

### Urbanizarea

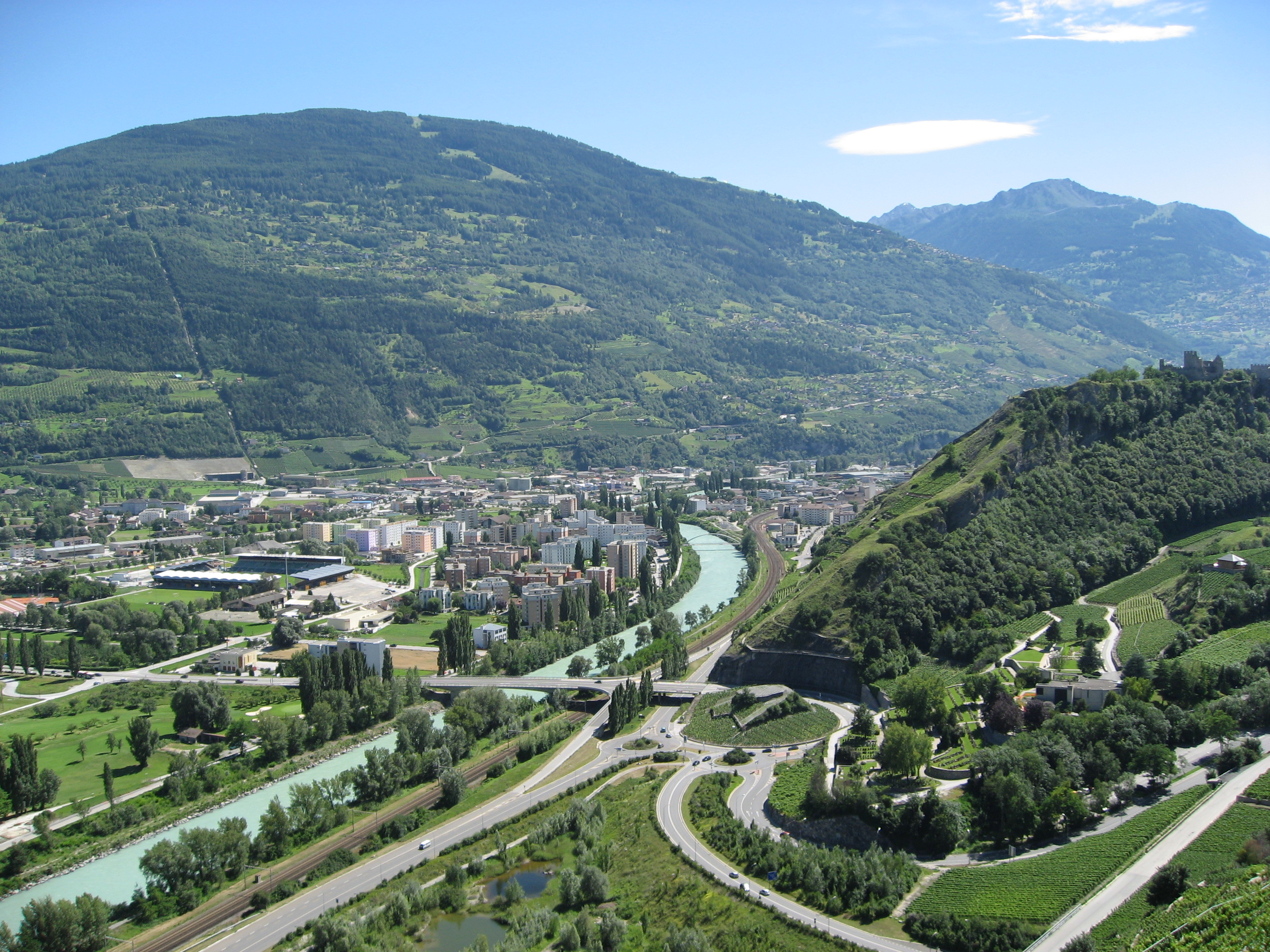
Urbanizarea în valea Ronului (lângă Sion)

Între două treimi și trei sferturi din populație locuiește în zone urbane. Elveția a trecut de la a fi o țară predominant rurală la una urbană în doar 70 de ani. Începând cu 1935, dezvoltarea urbană a cuprins o proporție la fel de mare din peisajul elvețian cât a cuprins în precedenții 2.000 de ani. Această explozie urbană nu afectează doar zona podișului, ci și văile montane din Jura și din Alpi și au apărut îngrijorări privind utilizarea pământului. De la începutul secolului al XXI-lea, creșterea demografică în zonele urbane este mai mare decât cea din zonele rurale.
Elveția are o rețea densă de orașe, în care orașele mari, medii și mici se completează unele pe altele. Podișul este foarte dens populat, cu circa 450 de locuitori pe km2 iar peisajul prezintă permanent semne ale prezenței umane. Ponderea celor mai mari zone metropolitane, Zürich, Geneva–Lausanne, Basel și Berna, tinde să crească. În comparație la nivel internațional, importanța acestor zone urbane este mai mare decât sugerează numărul lor de locuitori. Cele două centre principale, Zürich și Geneva, sunt recunoscute pentru gradul deosebit de ridicat al calității vieții.

### Religia
| Religia în Elveția - recensământul din 2010 | Religia în Elveția - recensământul din 2010 | Religia în Elveția - recensământul din 2010 | Religia în Elveția - recensământul din 2010 | Religia în Elveția - recensământul din 2010 |
| ------------------------------------------- | ------------------------------------------- | ------------------------------------------- | ------------------------------------------- | ------------------------------------------- |
| religie                                     |                                             |                                             | procent                                     |                                             |
| Romano-catolici                             | Romano-catolici                             |                                             | 38.8%                                       | 38.8%                                       |
| Protestanți                                 | Protestanți                                 |                                             | 30.9%                                       | 30.9%                                       |
| Fără religie                                | Fără religie                                |                                             | 20.1%                                       | 20.1%                                       |
| Islam                                       | Islam                                       |                                             | 4.5%                                        | 4.5%                                        |
| Altele                                      | Altele                                      |                                             | 5.7%                                        | 5.7%                                        |

Elveția nu are o religie oficială de stat, deși majoritatea cantoanelor (cu excepția Genevei și Neuchâtelului) recunosc biserici oficiale, care sunt fie Biserica Romano-Catolică, fie Biserica Reformată Elvețiană (protestantă). Aceste biserici, și în unele cantoane și Vechea Biserică Catolică și congregațiile iudaice, sunt finanțate prin impozitarea oficială a credincioșilor lor.

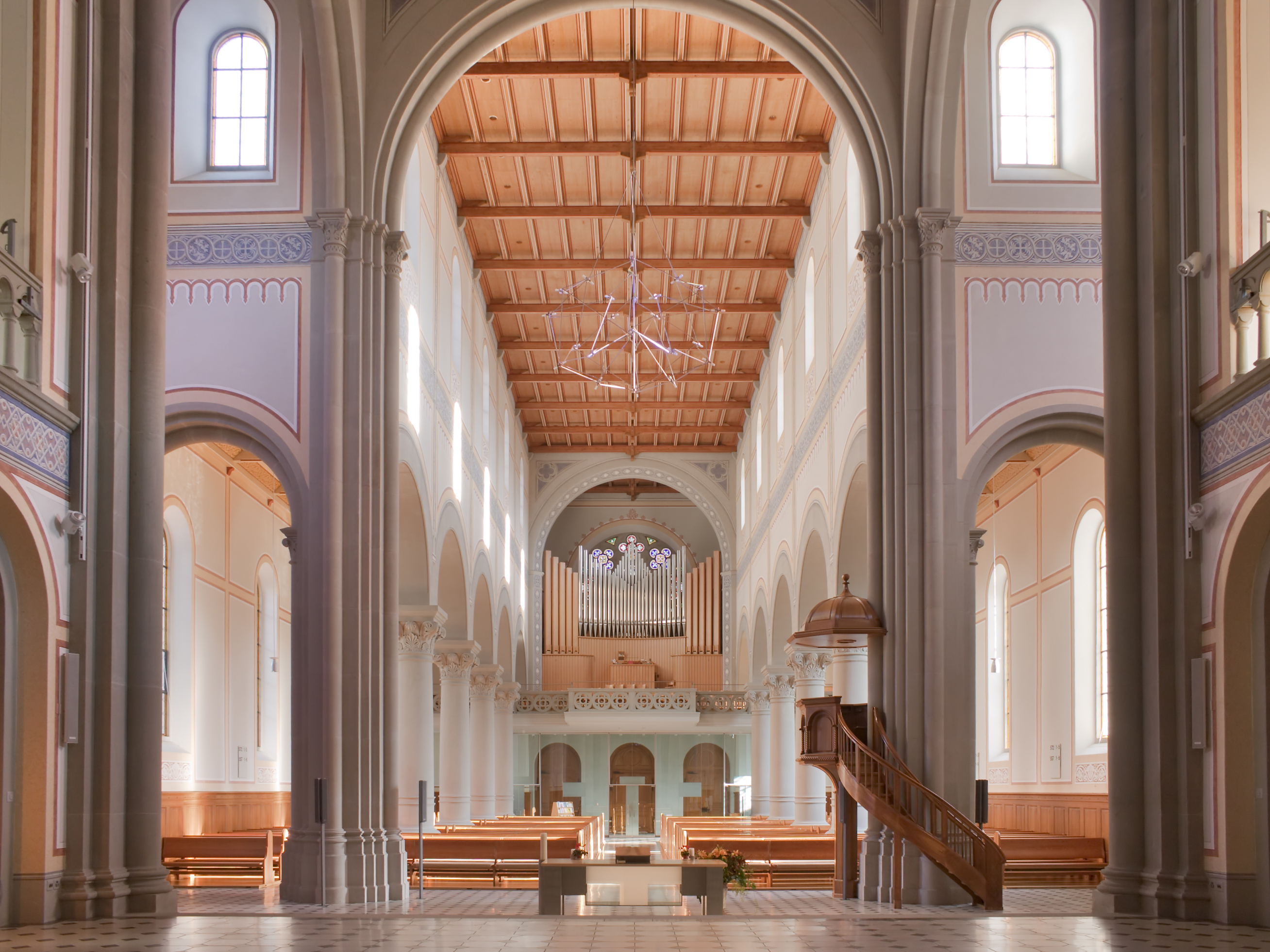
Biserica reformată din Glarus

La recensământul din 2010, creștinismul este religia predominantă a Elveției, împărțită între Biserica Catolică (38,8% din populație) și diferite culte protestante (30,9%). Geneva a trecut la protestantism în 1536, cu puțin timp înainte de sosirea lui Jean Calvin acolo. Imigrația a făcut din musulmani (4,5%) și creștinii ortodocși (circa 2%) minorități semnificative. La recensământul din 2000, între alte comunități creștine se numără neo-pietismul (0,44%), penticostalismul (0,28%, în mare parte inclus în Schweizer Pfingstmission), metodismul (0,13%), Noua Biserică Apostolică (0,45%), Martorii lui Iehova (0,28%), alte culte protestante (0,20%), Vechea Biserică Catolică (0,18%), alte culte creștine (0,20%). Grupările necreștine minore sunt hinduismul (0,38%), budismul (0,29%), iudaismul (0,25%) și „alte religii” (0,11%). 4,3% nu au declarat o religie. Eurobarometrul din 2005 a constatat că 48% din populație cred în zeități de orice fel, 39% cred într-un spirit sau forță vitală, 9% sunt atei și 4% agnostici. Greeley (2003) a constatat că 27% din populație nu crede într-un Dumnezeu.
Țara a fost de-a lungul istoriei echilibrat împărțită între catolici și protestanți, cu o complexă distribuție de majorități în toată țara. Un singur canton, Appenzell, a fost oficial împărțit între secțiunile sale catolică și protestantă în 1597. Orașele mai mari (Berna, Geneva, Zürich și Basel) sunt predominant protestante. Elveția Centrală, ca și Ticino, sunt zone tradițional catolice. Constituția elvețiană din 1848, aflată sub recenta impresie a ciocnirilor între cantoanele catolice și cele protestante, ciocniri ce au culminat cu Sonderbundskrieg, definește un stat consociaționalist, permițând coexistența pașnică a catolicilor și protestanților. O inițiativă din 1980 a cerut totala separare între biserică și stat, dar a fost respinsă de 78,9% din alegători.

## Cultura

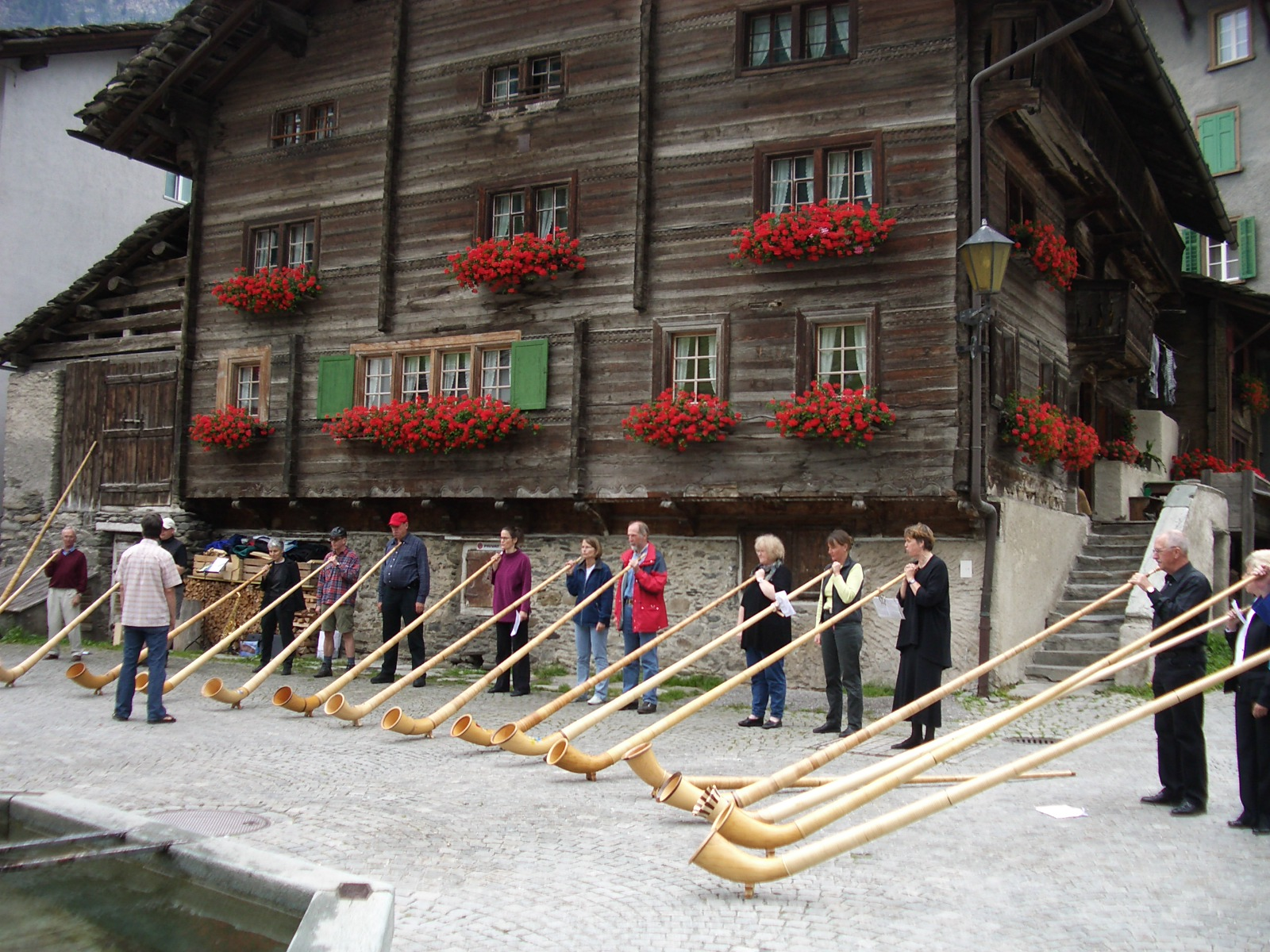
Concert de alphorn la Vals

Trei dintre marile limbi ale Europei sunt oficiale în Elveția. Cultura elvețiană se caracterizează prin diversitate, ceea ce se reflectă într-o largă gamă de obiceiuri tradiționale. Fiecare regiune poate fi, în unele feluri, mai strâns legată de țara vecină de aceeași limbă decât de celelalte regiuni elvețiene, țara în ansamblul ei având rădăcini culturale în strânsă legătură cu cultura europeană. Cultura comunităților retoromane, izolate lingvistic în Graubünden, în estul Elveției, constituie o excepție, ea supraviețuind doar în văile înalte ale Rinului și ale Innului, conservând o rară tradiție lingvistică.
Din Elveția provin numeroși oameni cu contribuții valoroase în domeniile literaturii, artei, muzicii și științei. Aici au venit și străini, mai ales în perioade de război și frământări din celelalte țări europene.
Circa 1000 de muzee sunt răspândite prin toată țara; numărul s-a triplat față de cel din 1950. Printre cele mai importante evenimente culturale anuale se numără Festivalul de la Lucerna, Festivalul de Jazz de la Montreux și Festivalul Internațional de Film de la Locarno.
Simbolistica alpină a jucat un rol esențial în formarea istoriei țării și a identității naționale elvețiene. Astăzi, unele zone montane concentrate au o pronunțată cultură de stațiune de schi pe timp de iarnă, și de drumeție și Mountain biking pe timp de vară. Alte zone ale țării au o cultură recreativă favorabilă turismului, dar au și anotimpuri mai puțin aglomerate, toamna și primăvara, când vin mai puțini vizitatori. În multe zone predomină o cultură tradițională țărănească, cu ferme de animale sau de cultură a plantelor, aproape omniprezentă în afara orașelor. Arta populară este conservată de organizații din toată țara. În Elveția, ea se manifestă mai ales prin muzică, dans, poezie, sculptură în lemn și broderii. Alphornul, un instrument muzical uriaș de suflat, făcut din lemn, a devenit, împreună cu jodlerele și cu acordeonul, formează un epitom al muzicii populare elvețiene.

### Literatura

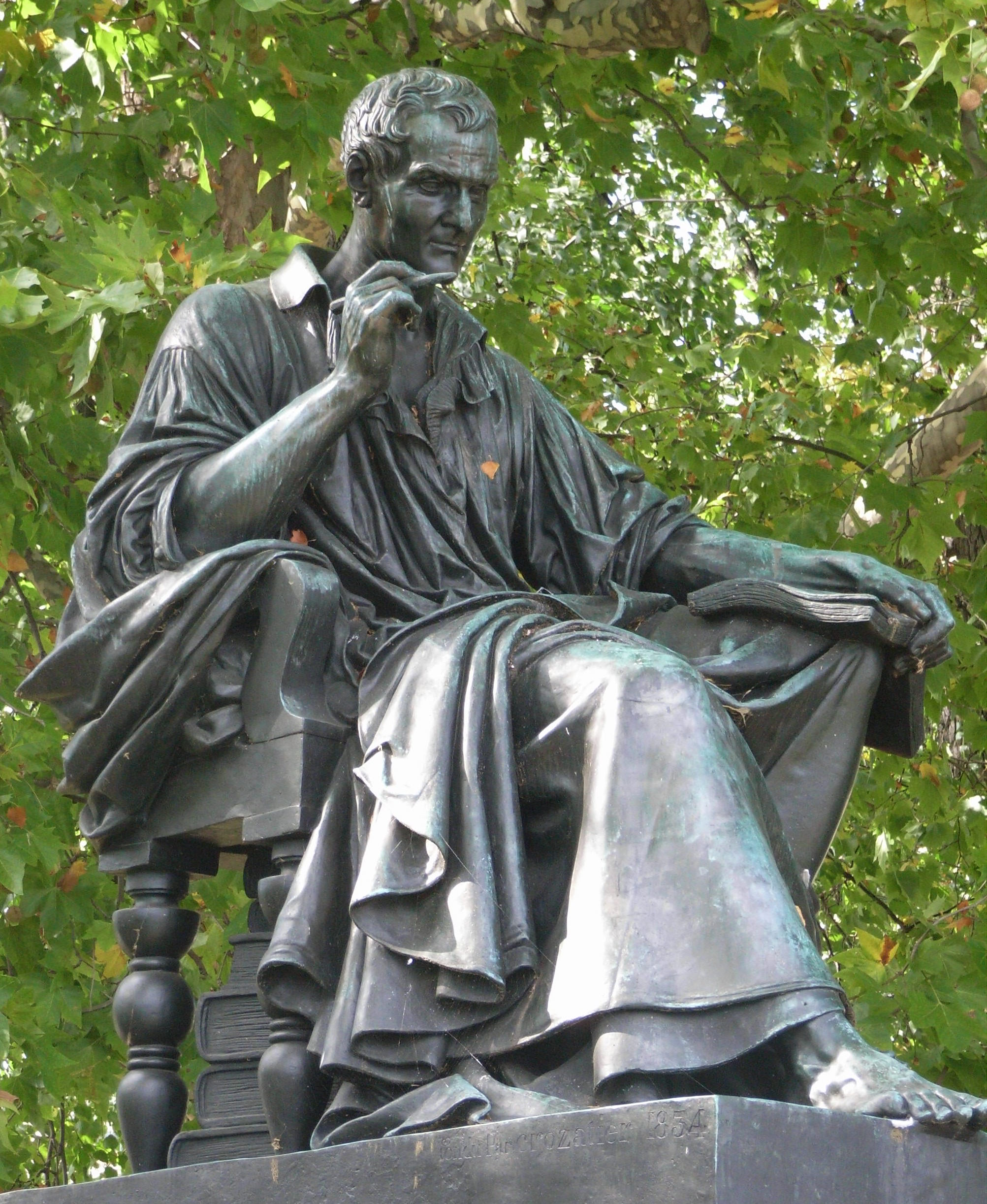
Jean-Jacques Rousseau a fost nu doar un scriitor, ci și un influent filosof al secolului al XVIII-lea (statuia sa de la Geneva).

Întrucât, de la înființarea ei în 1291, Confederația a fost aproape exclusiv formată din regiuni germanofone, primele forme de literatură sunt în germană. În secolul al XVIII-lea, franceza a devenit limba la modă în Berna și în alte regiuni, în timp ce influența aliaților francofoni și a teritoriilor francofone a crescut față de situația anterioară.
Printre clasicii literaturii elvețiene de limbă germană se numără Jeremias Gotthelf (1797–1854) și Gottfried Keller (1819–1890). Giganții incontestabili ai literaturii elvețiene a secolului al XX-lea sunt Max Frisch (1911–91) și Friedrich Dürrenmatt (1921–90), al căror repertoriu de opere cuprinde Die Physiker (Fizicienii) și Das Versprechen (Legământul), ecranizat în 2001 la Hollywood.
Principalii scriitori elvețieni francofoni sunt Jean-Jacques Rousseau (1712–1778) și Germaine de Staël (1766–1817). Între autorii de dată mai recentă se numără Charles Ferdinand Ramuz (1878–1947), ale cărui romane descriu viața țăranilor și muntenilor, într-un mediu dificil, și Blaise Cendrars (născut Frédéric Sauser, 1887–1961). Autori care au scris în italiană și retoromană au contribuit și ei, dar într-un volum mai modest, dat fiind numărul lor mai mic.
Poate cea mai celebră operă literară elvețiană, Heidi, povestea unei fetițe orfane venită să trăiască împreună cu bunicul ei în Alpi, este una dintre cele mai populare cărți pentru copii din istorie și a devenit un simbol al Elveției. Autoarea ei, Johanna Spyri (1827–1901), a scris mai multe cărți pe teme similare.

### Mass media
Libertatea presei și dreptul la libera exprimare sunt garantate de constituția federală a Elveției. Agenția elvețiană de știri difuzează informații în trei din cele patru limbi naționale—pe teme politice, economice, sociale și culturale. Ea furnizează știri de presă pentru aproape toate mass media elvețiene și pentru câteva servicii străine de știri.
Elveția se mândrește cu cel mai mare număr de titluri de ziare publicate în raport cu populația și dimensiunea sa. Cele mai influente ziare sunt Tages-Anzeiger și Neue Zürcher Zeitung NZZ (în limba germană), și Le Temps (în franceză), dar aproape fiecare oraș are cel puțin un mare ziar local. Diversitatea culturală se manifestă prin gama foarte variată de publicații.
Guvernul exercită control mai strict asupra presei audio-vizuale decât asupra celei scrise, în special din cauza finanțării și licențierii. Corporația Elvețiană de Radioteleviziune, al cărei nume a fost recent schimbat în SRG SSR idée suisse, este însărcinată cu producerea și difuzarea programelor radio și de televiziune. Studiourile SRG SSR sunt distribuite în toate regiunile, în diversele limbi. Conținutul radio se produce în șase studiouri centrale și patru regionale, în vreme ce programele de televiziune se produc la Geneva, Zürich și Lugano. O rețea de televiziune prin cablu permite majorității elvețienilor acces la programele din țările vecine.

### Sport

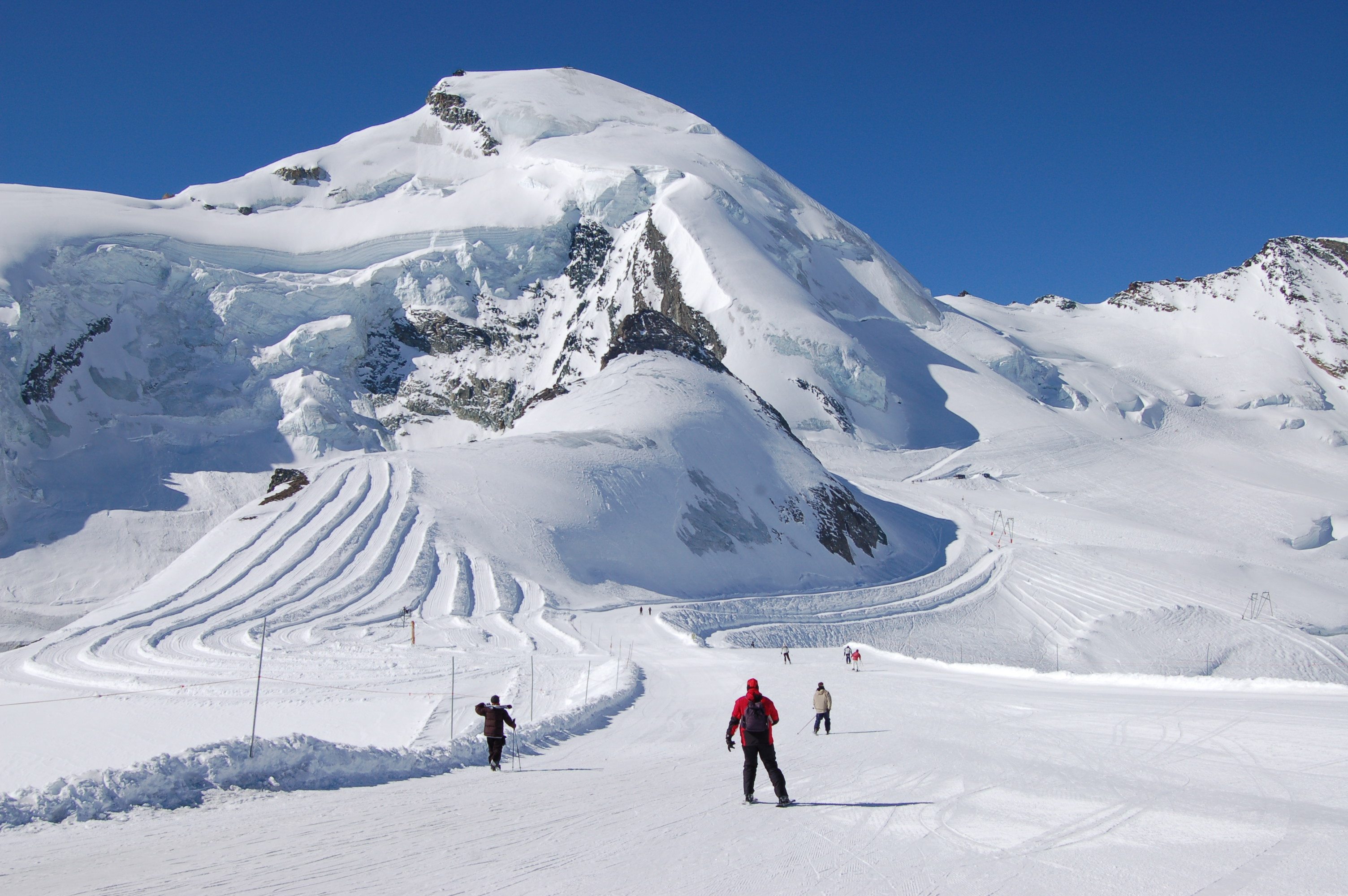
Zonă de schi deasupra ghețarilor din Saas-Fee

Schiul, snowboardingul și alpinismul sunt printre cele mai populare sporturi în Elveția, peisajul natural fiind adecvat în mod deosebit acestor activități. Sporturile de iarnă sunt practicate atât de băștinași cât și de turiști începând cu a doua jumătate a secolului al XIX-lea, după inventarea bobului la St. Moritz. Primele campionate mondiale de schi s-au ținut la Mürren (1931) și la St. Moritz (1934). Acest din urmă oraș a găzduit a doua ediție a Jocurilor Olimpice de Iarnă în 1928 și a cincea ediție în 1948. Printre cei mai de succes schiori elvețieni, campioni mondiali, se numără Pirmin Zurbriggen și Didier Cuche.

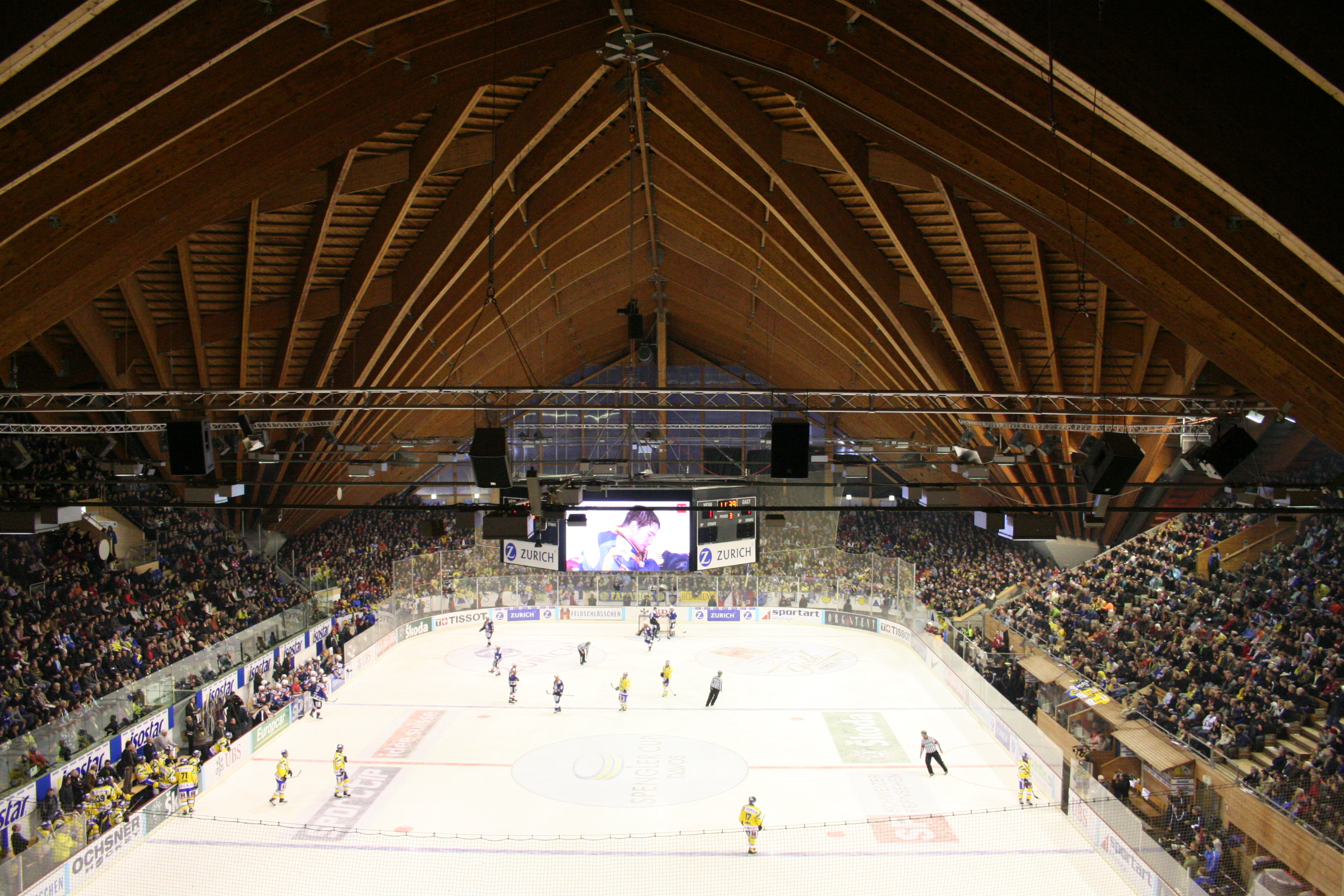
Cupa Spengler la Davos

Numeroși elvețieni sunt iubitori ai fotbalului, și echipa națională, poreclită „Nati” se bucură de susținere națională. Împreună cu Austria, Elveția a găzduit turneul final al Campionatului European din 2008. Mulți elvețieni urmăresc și hocheiul pe gheață și sunt susținători ai unuia sau altuia dintre cele 12 cluburi care joacă în campionatul național elvețian de hochei pe gheață. În aprilie 2009, Elveția a găzduit pentru a zecea oară Campionatul Mondial IIHF. Liga elvețiană de hochei este campionatul de hochei pe gheață cel mai urmărit din Europa. Numeroasele lacuri fac din Elveția o țară atractivă pentru iahting. Pe cel mai mare, lacul Geneva, activează echipa de iahting Alinghi, prima echipă europeană care a câștigat America's Cup în 2003 și care a reușit să-și apere titlul în 2007. Tenisul a devenit un sport din ce în ce mai populari, jucători elvețieni ca Martina Hingis și Roger Federer câștigând multiple turnee de Grand Slam.

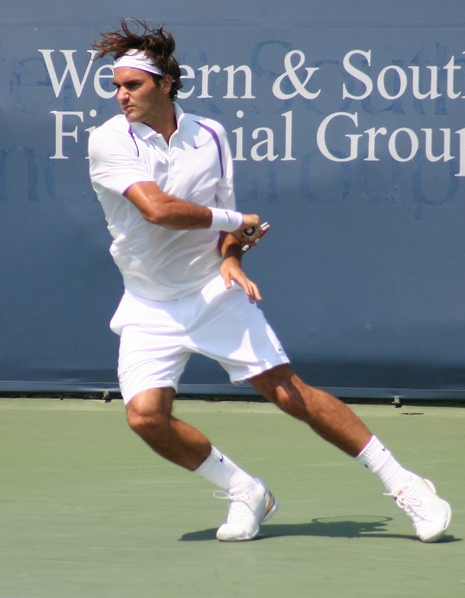
În opt ani, Roger Federer a câștigat 17 turnee de Grand Slam la simplu, devenind cel mai de succes tenismen din istorie.

Cursele cu motor au fost interzise în Elveția după Dezastrul de la Le Mans din 1955, excepție făcând cursele în pantă. Această interdicție a fost ridicată abia în iunie 2007. În perioada de interdicție, unii elvețieni au devenit totuși piloți profesioniști recunoscuți, cum ar fi Clay Regazzoni, Sebastian Buemi, Jo Siffert și pilotul World Touring Car Championship Alain Menu. Elveția a câștigat și Cupa A1GP în 2007-2008 cu pilotul Neel Jani. Motociclistul elvețian Thomas Lüthi a câștigat în 2005 Campionatul Mondial MotoGP la clasa 125cc.
Între sporturile tradiționale se numără luptele elvețiene, sau „Schwingen”. Este o veche tradiție în cantoanele rurale din centru și este considerat a fi un fel de sport național. Un alt sport autohton este și Hornussen, o combinație între baseball și golf. Steinstossen este varianta elvețiană a aruncării greutății, un concurs de aruncare a unei pietre grele. Practicat doar în satele de munte încă din preistorie, acest sport este atestat documentar în Basel în secolul al XIII-lea. El este punctul central al Unspunnenfestului, festival ce se ține începând cu 1805 și al cărui simbol este piatra de 83,5 kg botezată Unspunnenstein.

### Bucătăria

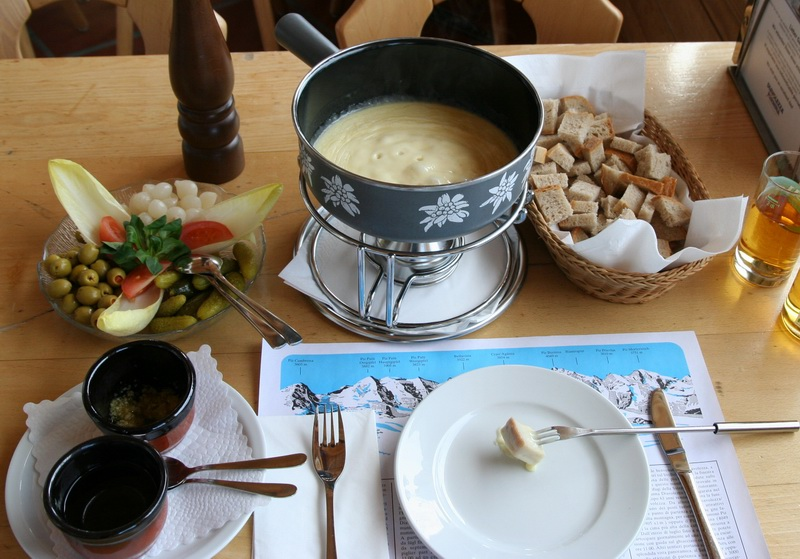
Fondue este brânză topită, în care se înmoaie pâinea

Bucătăria tradițională elvețiană are mai multe aspecte. Deși unele feluri de mâncare, cum ar fi fondue, raclette sau rösti sunt omniprezente în toată țara, fiecare regiune și-a dezvoltat mâncărurile sale specifice conform diferențelor de climă și limbă. Bucătăria tradițională elvețiană utilizează ingrediente similare celor din alte țări europene, precum și produse lactate și brânzeturi specifice, cum ar fi Gruyère sau Emmental, produse în văile Gruyères și Emmental. Numărul de restaurante este ridicat, în special în vestul țării.
Ciocolata s-a fabricat în Elveția încă din secolul al XVIII-lea, dar și-a câștigat reputația la sfârșitul secolului al XIX-lea, cu inventarea tehnicilor de conșaj și cristalizare care au permis producerea ei la o calitate superioară. O altă descoperire a fost inventarea ciocolatei cu lapte în 1875 de către Daniel Peter. Elvețienii sunt cei mai mari consumatori de ciocolată din lume.
Vinul este cea mai populară băutură alcoolică în Elveția, țară cunoscută pentru varietatea de soiuri de struguri, dată de marea varietate de tipuri de areale viticole, cu combinații specifice de tipuri de sol, aer, altitudine și lumină. Vinurile elvețiene se produc în principal în Valais, Vaud (Lavaux), Geneva și Ticino, majoritare (cu puțin) fiind vinurile albe. Au existat podgorii în Elveția de astăzi încă din epoca romană, deși se pot găsi unele urme de origine și mai veche. Cele mai răspândite soiuri cultivate sunt Chasselas (denumit Fendant în Valais) și Pinot Noir. Merlot este principalul soi produs în Ticino.

### Patrimoniu mondial
Pe lista patrimoniului mondial UNESCO sunt înscrise următoarele obiective din Elveția:
- Mănăstirea benedictină de la St. Gallen (1983)
- Mănăstirea benedictină Sf. Ioan din Val Müstair (1983)
- Centrul vechi istoric din Berna (1983)
- Cele trei cetăți din Bellinzona (2000)
- Regiunea alpină „Jungfrau” (2001, 2007)
- „Monte San Giorgio” lângă Lacul Lugano (2003)
- Terasele viticole din districtul Lavaux (Cantonul Vaud) (2007)